# Bombay
Mumbai
Pour les articles homonymes, voir Bombay (homonymie).
Bombay (en marathe : बॉम्बे, Bômbē), officiellement Mumbai depuis 1995 (मुंबई, Mumbaī), est la capitale de l'État indien du Maharashtra. La métropole comptait 12 478 447 habitants en 2011. Ville la plus peuplée de l'Inde , elle forme avec ses villes satellites de Navi Mumbai, Bhiwandi, Kalyan, Ulhasnagar et Thane, une agglomération de 18 414 288 habitants, ce qui la classe  dixième du monde.
La ville est la capitale commerciale de l'Inde. Elle produit 5 % du PIB et son activité représente 25 % de la production industrielle, 40 % du commerce maritime et 70 % des transactions de capitaux de l'économie indienne. Mumbai compte parmi les dix plus importantes plateformes financières mondiales par l'importance des flux de capitaux ; elle abrite la Banque de réserve indienne, la Bourse de Bombay, la Bourse nationale d'Inde et les sièges sociaux de nombreuses sociétés indiennes et multinationales. L’importance économique de la ville ainsi que son niveau de vie plus élevé que dans le reste de l’Inde attirent des migrants de toutes les régions du monde, qui confèrent à la ville une grande diversité sociale et culturelle.
Mumbai abrite une des plus grandes industries cinématographiques du monde , dont Bollywood, contraction de Bombay et Hollywood.

## Étymologie
L'étymologie du toponyme de la ville a fait l'objet de nombreuses discussions entre savants indiens et anglais, entre la fin du XIXe et le début du XXe siècle.

### L'hypothèse du portugais
Selon une hypothèse explicative, lorsque les Portugais s'approprièrent les îles de Bahadur Shah en 1534, le premier gouverneur aurait utilisé le terme de « Bom Bahia » (« la bonne baie ») pour décrire la péninsule et la sécurité qu'apporte le port. Ce nom a évolué en « Bombais » qui est utilisé aujourd'hui en portugais moderne. Cependant, cette hypothèse de l'origine portugaise du mot Bombay était déjà abandonnée en 1909, notent V. Caru et Ch. Jaffrelot. D'autres sources, dont le lexicographe portugais Jose Pedro Machado, rejettent aussi l'hypothèse de « Bom Bahia » au profit d'un changement progressif du nom marathi « Maiambu » (comparable à l'actuel Mumbai) en Mombaim, puis Bombaim, au cours du XVIe siècle, l'étymologie couramment admise n'étant qu'une reconstruction postérieure. 

### L'hypothèse du marathe
Au début du XXe siècle, on privilégia une autre origine: Bombay dériverait de Mumbadevi (en), nom d'une déesse hindoue vénérée par certaines communautés de pêcheurs kolis, que l'on tient pour les premiers habitants de l'archipel. Le nom, « Mumbai », proviendrait de la contraction de « Mamba » ou « Maha-Amba » — nom de la déesse hindoue Mumbadevi — et de « Aai », « mère » en marathi, la langue régionale. Lors de la colonisation par les Britanniques, ce nom a été anglicisé en « Bombay », bien que « Mumbai » ou « Mambai » soient restés en usage en marathe et en gujarati, et « Bambai » en hindi et en ourdou,.

#### Officialisation de «Mumbai»
En 1995, sous l'impulsion du Shiv Sena, parti régionaliste d'extrême droite hindou et marathi parvenu à la tête de la municipalité, les autorités locales décident de renommer Bombay en Mumbai afin de démarquer la ville de son passé colonial,. Ce changement de nom a, conformément à la loi indienne, été avalisé par le Gouvernement central alors dominé par le Congrès — qui était cependant à ce moment menacé de défaite aux élections toutes proches. Ce changement  a donné lieu à une vive controverse, et dans la pratique, les deux noms restent en usage. Ainsi, il n'a  pas été repris par toutes les institutions de la ville (notamment la Bourse et la Haute Cour), et son utilisation est liée à la langue d'expression des habitants de la ville, leur habitude ou leurs convictions politiques, ce qui provoque des tensions avec les partisans du Shiv Sena.
Bombay demeure le terme le plus utilisé en français,.

## Histoire
Des objets découverts dans le faubourg nord de Kandivali indiquent que le site de Bombay était occupé dès l'âge de pierre. Les preuves d'une occupation humaine remontent à 250 av. J.-C. Ptolémée mentionne Heptanesia, « les sept îles », et le petit port de Thana commerçait avec l'Arabie et l'Égypte[réf. nécessaire]. Les îles appartiennenaient alors à l'Empire Maurya, dirigé par le bouddhiste Ashoka.
Durant les siècles suivants, les Kshatrapas occidentaux indo-scythes et l'Empire Satavahana se disputent le contrôle de Bombay. Entre le IXe siècle et 1343, la région fut dominée par la dynastie des Silhara, qui succombent finalement aux conquêtes des sultans musulmans du Gujarat. Les plus anciens monuments de l'archipel, telle l'île d'Éléphanta ou les temples de Walkeshwar remontent à l'époque des Silhara.
En 1534, Bahâdûr Shâh du Gujarat est forcé par le moghol Humâyûn de céder les îles aux Portugais, qui nomment la zone « Bom Bahia », « la bonne baie ».
Garcia de Orta (1500-1568) y établit un fortin, qui devient par la suite le Château de Bombay (en).
Les Portugais restent maîtres de la région jusqu'en 1661, lorsqu'elle passe sous contrôle anglais comme partie de la dot de l'Infante Catherine de Bragance, donnée en mariage à Charles II d'Angleterre. Enfin, en 1668, ce dernier accorde la location des îles, pour dix £ivres par an, à la Compagnie anglaise des Indes orientales, qui obtient ainsi un excellent port sur la côte ouest de l'Inde. La population augmente rapidement, de 10 000 habitants en 1661 à 60 000 en 1675 et, en 1687, la Compagnie y transfère son quartier général, depuis Surate, pour profiter du meilleur mouillage. La ville accueille enfin le siège de la présidence de Bombay, l'une des trois subdivisions de l'Inde britannique. La Compagnie en conserve le contrôle jusqu'en 1857 : après la révolte des Cipayes, la couronne britannique prend en charge l'administration de toutes ses dépendances indiennes.

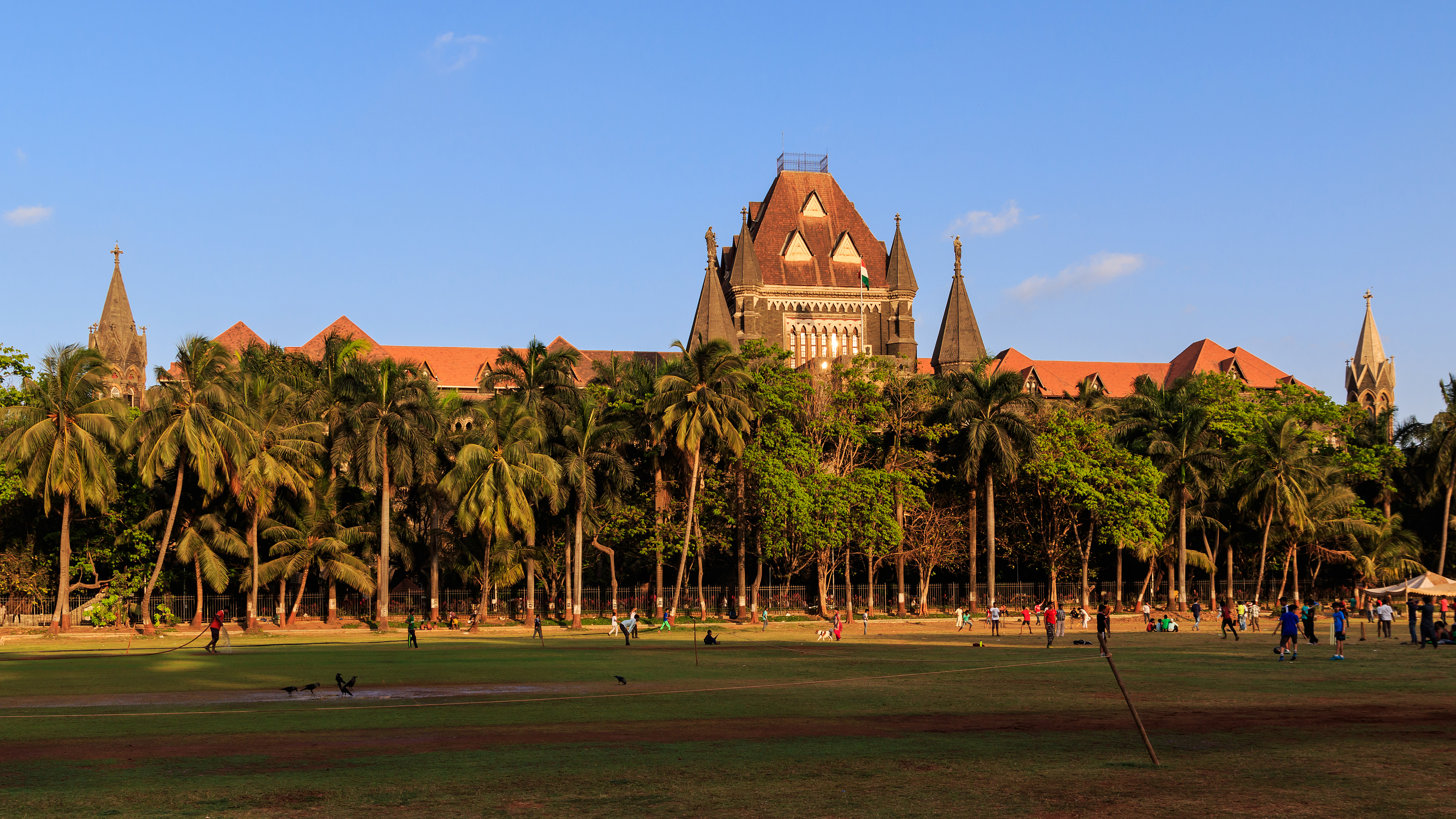
Le siège de la Haute Cour de Bombay.

À partir de 1817, la ville est remodelée par de grands projets de génie civil. L'objectif de fusionner les sept îles (projet Hornby Vellard) en un ensemble d'environ 435 km2 est atteint vers 1845. En 1853, la première liaison ferroviaire de l'Inde est mise en service entre Bombay et Thane. La guerre de Sécession américaine (1861-1865) fait de Bombay le premier marché cotonnier du monde : un boom économique s'ensuit, qui renchérit l'importance nationale de la ville. Enfin, l'ouverture du canal de Suez, en 1869, permet à Bombay de devenir l'un des plus importants ports de l'Asie.

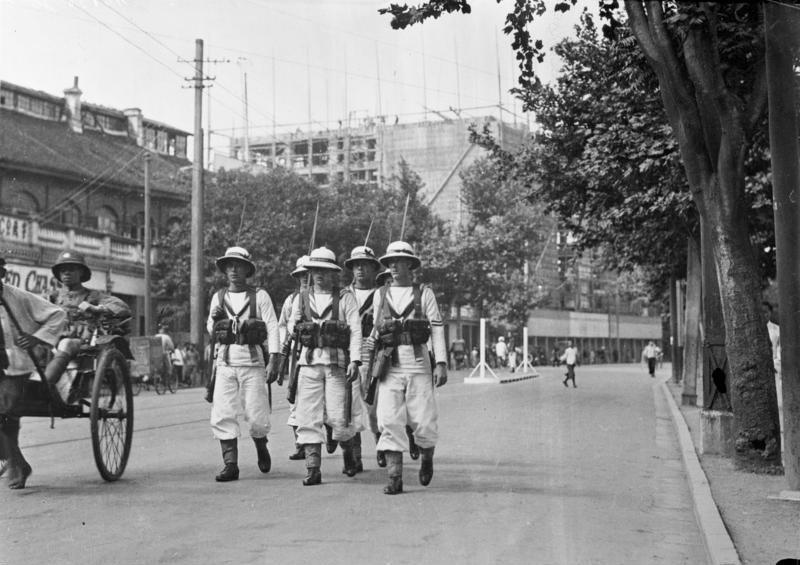
Dans une artère de Bombay en 1932, des marins britanniques patrouillent en armes pour assurer l’ordre public.

En trois décennies, la ville se transforme considérablement : la jeune métropole se dote de nouvelles infrastructures, les principales institutions reçoivent de nouveaux bâtiments. En 1906, la population atteint le million, faisant de Bombay la deuxième ville d'Inde, derrière Calcutta. Siège de Présidence coloniale, Bombay est aussi l’un des grands centres du mouvement pour l'indépendance. C'est de là qu'en 1942, Gandhi lance le mouvement Quit India.
Lors de l'Indépendance, en 1947, Bombay devient la capitale de l'État de Bombay. Les limites de la ville sont élargies pour la dernière fois en 1950 par incorporation d'une part importante de l'île de Salsette. À partir de 1955, à la suite de la partition de l'État de Bombay entre Gujarat et Maharashtra, une polémique éclate quant au statut de Bombay. L'élite économique, issue majoritairement du Gujarat, plaide pour un statut de cité-État autonome, distinct de l'État marathe. Les partisans de ce dernier, rassemblés dans le Mouvement Samyukta Maharashtra, exigent que Bombay soit leur capitale. Après des émeutes où 105 personnes trouvent la mort sous les balles de la police, Bombay devint finalement, le 1er mai 1960, la capitale du Maharashtra.
En 1986, la ville dépasse Calcutta en nombre d'habitants. Bombay a toujours été une ville d'immigration, sa culture unique résulte de la cohabitation de nombreuses communautés originaires de toutes les régions de l'Inde, sans oublier de nombreux étrangers. Ce caractère est mis à mal par les émeutes de 1992-1993 entre groupes religieux. Le 12 mars 1993, c'est la mafia locale qui s'attaque à la population, par l'explosion simultanée de treize bombes, qui font plus de 250 morts. En 2006 encore, une série d'attentats fait plus de 200 victimes. Les relations entre hindous et musulmans restent depuis lors tendues, s'ajoutant aux anciennes tensions entre Marathes et locuteurs de hindi, originaires d'Inde du Nord.
Le 26 novembre 2008, une série d'attaques fait au moins 195 morts et des centaines de blessés. Plusieurs hôtels de luxe accueillant des Occidentaux, la gare centrale, un restaurant de luxe et le centre communautaire juif Loubavitch sont les cibles simultanées des assaillants, munis d'armes automatiques et de grenades,.

## Géographie

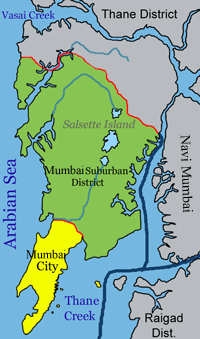
Carte de la ville.

Bombay est située dans l'ouest de l'Inde, à l'embouchure du fleuve Ulhas, sur la côte occidentale du pays, appelée à cette latitude côte de Konkan. La ville, qui borde la mer d'Arabie, s'est développée sur l'île de Salsette, dont la partie nord appartient au district de Thane. L'altitude de la ville est proche du niveau de la mer, de dix à quinze mètres en moyenne. Le nord de la ville, plus accidenté, abrite son point culminant, à 450 mètres. La superficie de la ville est de 603 km2.
Le parc national de Sanjay Gandhi, à l'intérieur des limites de la ville, occupe près d'un sixième de sa superficie. Il abrite, à proximité de zones urbaines très denses, de nombreux animaux sauvages, dont des léopards, responsables d'attaques parfois mortelles.
L'approvisionnement en eau est assuré par six lacs : Vihar, Vaitarna, Upper Vaitarna, Tulsi, Tansa et Powai, auxquels s'ajoute le barrage de Bhatsa. Les lacs de Tulsi et Vihar se trouvent dans les limites du parc Sanjay Gandhi. Les eaux du lac Powai s'écoulent par la rivière Mithi, tristement célèbre pour son degré de pollution. Le rivage maritime se caractérise par une abondance de criques et de baies. Le rivage ouest est surtout sableux et rocheux tandis que la côte est de Salsette abonde en marais à mangroves riches en biodiversité.
Les sols de la ville même sont majoritairement sablonneux, du fait de la proximité de la mer ; dans les banlieues, les sols, alluviaux, sont plus fertiles. Le sous-sol de la région est caractéristique des trapps du Deccan, d'immenses coulées de basalte volcanique remontant au Crétacé supérieur et à l'Éocène inférieur. Bombay est situé dans une zone sismique active du fait de la présence de nombreuses failles à proximité. La région est classée en Zone III quant au danger : un séisme d'une magnitude de 6,5 peut y survenir[réf. nécessaire].
Bombay est très fortement exposée à la montée des eaux sous l’effet du réchauffement climatique. Selon l’étude mondiale publiée en octobre 2019 par l’organisation scientifique Climate Central, plus des trois quarts de l’agglomération devraient être engloutis dans les trente ans qui viennent. Seules quelques collines huppées du sud de la ville resteraient émergées, ainsi que des banlieues éloignées.

### Climat

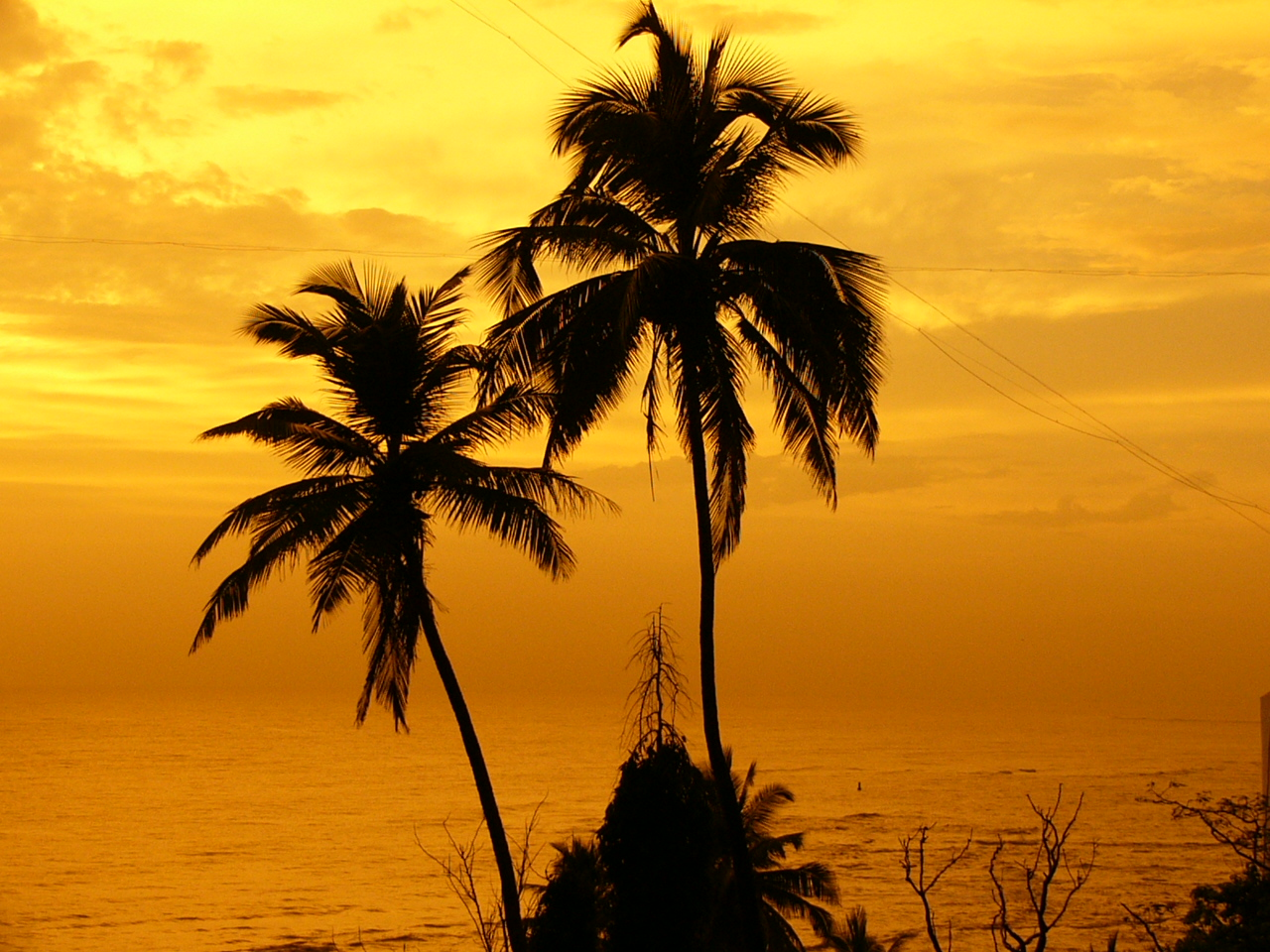
Plage de Mumbai.

Située dans la zone tropicale, sur les rives de la mer d'Arabie, Bombay connaît un climat à deux saisons, sèche et humide. Le climat de Mumbai est classé Aw selon la classification de Köppen, l'hiver étant la saison sèche (entre novembre et février). Elle se caractérise par des températures moyennes à chaudes, hormis parfois quelques jours de vent de nord plus froids en décembre ou janvier.
La saison humide, entre juin et septembre, est elle particulièrement chaude. Mumbai se trouve sur la trajectoire de la mousson qui peut provoquer des inondations meurtrières. La ville fut ainsi paralysée par les précipitations record du 24 juillet 2005 (944,2 mm). Ces pluies diluviennes causèrent la mort de plus de cinq mille personnes dans tout l'État du Maharashtra. Le seul quartier d'Andheri subit environ mille victimes dans un unique glissement de terrain.
| Mois                                | jan. | fév. | mars | avril | mai  | juin | jui. | août | sep. | oct. | nov. | déc. | année |
| ----------------------------------- | ---- | ---- | ---- | ----- | ---- | ---- | ---- | ---- | ---- | ---- | ---- | ---- | ----- |
| Température minimale moyenne (°C)   | 19,3 | 20   | 22,6 | 25    | 27   | 26,3 | 25,3 | 24,9 | 24,9 | 24,8 | 23   | 20,9 | 23,7  |
| Température moyenne (°C)            | 24,5 | 24,8 | 26,9 | 28,7  | 30,2 | 29,2 | 27,7 | 27,3 | 27,7 | 28,7 | 28   | 26,3 | 27,5  |
| Température maximale moyenne (°C)   | 29,6 | 29,6 | 31,1 | 32,3  | 33,4 | 32   | 30,1 | 29,6 | 30,5 | 32,5 | 32,9 | 31,6 | 31,3  |
| Précipitations (mm)                 | 0    | 0    | 0    | 2     | 12   | 592  | 682  | 487  | 307  | 61   | 23   | 2    | 2 168 |
| Nombre de jours avec précipitations | 0,1  | 0,1  | 0,1  | 0,3   | 0,9  | 17   | 24,9 | 25   | 15   | 4,8  | 1,6  | 0,3  |       |

## Économie

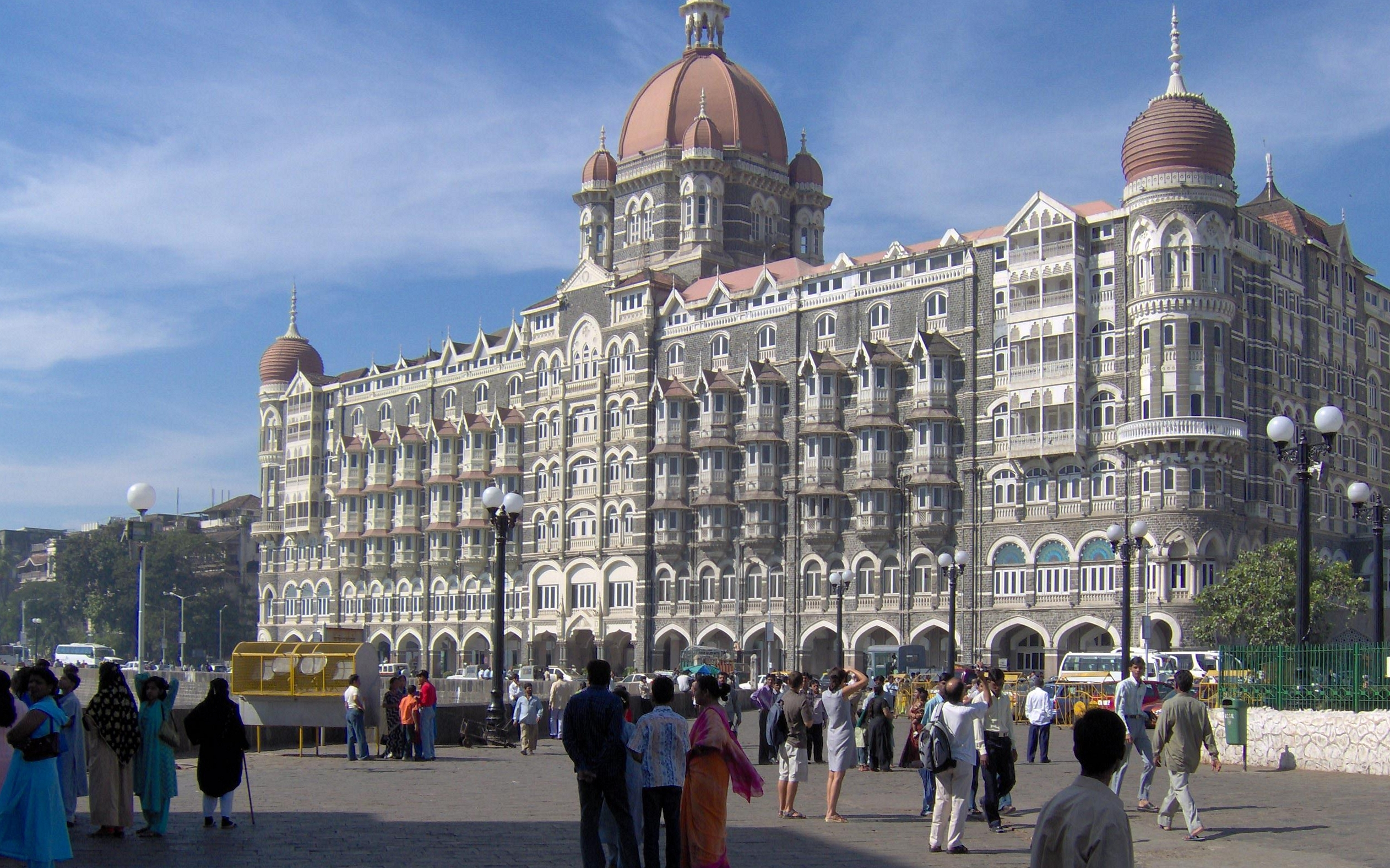
Le Taj Mahal Hôtel.

Bombay est la capitale économique, financière et la ville la plus peuplée de l’Inde. Son importance dans la vie économique nationale est cruciale : elle fournit 10 % des emplois industriels, 40 % de l'impôt sur le revenu, 20 % des droits d'accise nationaux, 60 % des droits de douane, 40 % du commerce extérieur y transite, enfin elle rapporte au budget indien près de 40 milliards de roupies (environ 600 millions d'euros) d'impôt sur les sociétés. Le revenu par habitant, à 22 000 $ par an, y est le triple de la moyenne nationale.
Bombay accueille les sièges des deux bourses indiennes : la Bombay Stock Exchange (BSE) et la National Stock Exchange (NSE), ainsi que les sièges de la Reserve Bank of India, ainsi qu'un grand nombre de banque indienne. En dehors de la finance, les activités économiques principales, outre le cinéma, sont la chimie, le textile et la pêche. La ville héberge également les bureaux et le siège social du groupe industriel indien Tata.
La très forte population de la ville présente certains problèmes, ainsi on y manque d'eau et d'électricité et leurs accès sont parfois coupés dans les quartiers commerciaux. À Bombay, les pauvres des bidonvilles vivent parfois tout près des riches dans leurs grands immeubles d'habitation. Le centre de la ville abrite aussi Dharavi, le plus grand bidonville d'Asie.
Le PIB par habitant de Bombay est deux fois supérieur à celui de la moyenne nationale (9000 euros) et la ville concentre plus de 60 000 millionnaires. Elle est meme, depuis 2024, la ville d’Asie hébergeant le plus de milliardaires. Cependant, l’extrême pauvreté côtoie la richesse. L’électricité est soumise à des coupures et le système d’assainissement consiste seulement à déverser les eaux usées dans le cours d’eau le plus proche. Les services essentiels sont loin d’être accessibles à toute la population et 2 % des habitants n’ont accès à aucun sanitaire.
En 2024, 12 % des habitants de Bombay vivent dans des bidonvilles.

## Démographie
Selon le recensement de 2011, la population de la ville de Bombay s’élève à 12 478 447 habitants, l'aire urbaine en compte 20 748 395. La densité de population est estimée à 22 000 hab/km2. Le taux d'alphabétisation de la ville est de 82 %, supérieur à la moyenne nationale. Plus de 50 % de l'accroissement démographique résulte de migrations depuis d'autres régions : huit millions de personnes entre le début des années 1990 et le début des années 2020. D’ici à 2035, elle comptera 7 millions d’habitants supplémentaires selon les projections des Nations unies.
Aucune métropole indienne n'a une population aussi polyglotte que Bombay. Le marathi, langue officielle du Maharashtra, est largement parlé, tout comme le hindi, le gujarati et l'anglais. Un dialecte original, le bambaiya — mélange de marathi, de hindi et d'anglais d'Inde — est courant dans la rue. L'anglais reste la langue principale de la vie économique et des employés de bureau.
Bombay souffre des problèmes typiques des grandes métropoles de pays en voie de développement : pauvreté, chômage de masse, santé publique et système d'éducation inadéquats pour une part importante de la population. Les espaces constructibles étant rares, les logements sont chers, et les habitants demeurent généralement loin de leur lieu de travail, ce qui entraîne de longs trajets par des transports en commun ou un système routier saturés. L’explosion démographique pèse énormément sur les équipements, les infrastructures et les transports de la ville. La moitié de la population de Bombay vit dans un bidonville. Celui de Dharavi, le deuxième plus peuplé d'Asie, compterait entre sept cent mille et plus d'un million d'habitants. Avec 270 000 habitants au kilomètre carré, il est l’un des plus densément peuplés au monde. Ainsi, alors que la moitié de la population vit dans des bidonvilles, ces derniers n’occupent que 6 % de la surface de la ville.

### Évolution de la population
- 1971 : 5 970 575
- 1981 : 8 243 405
- 1991 : 9 925 891
- 2001 : 11 914 398
- 2011 : 12 478 447[40]

### Religions
Les religions présentes à Bombay sont l'hindouisme (67,4 % de la population), l'islam (18,6 %), le bouddhisme (5,22 %) le christianisme (4,2 %). S'y ajoutent des jaïnes, sikhs ainsi que des parsis et des juifs.

## Administration municipale

### Institutions municipales et services publics

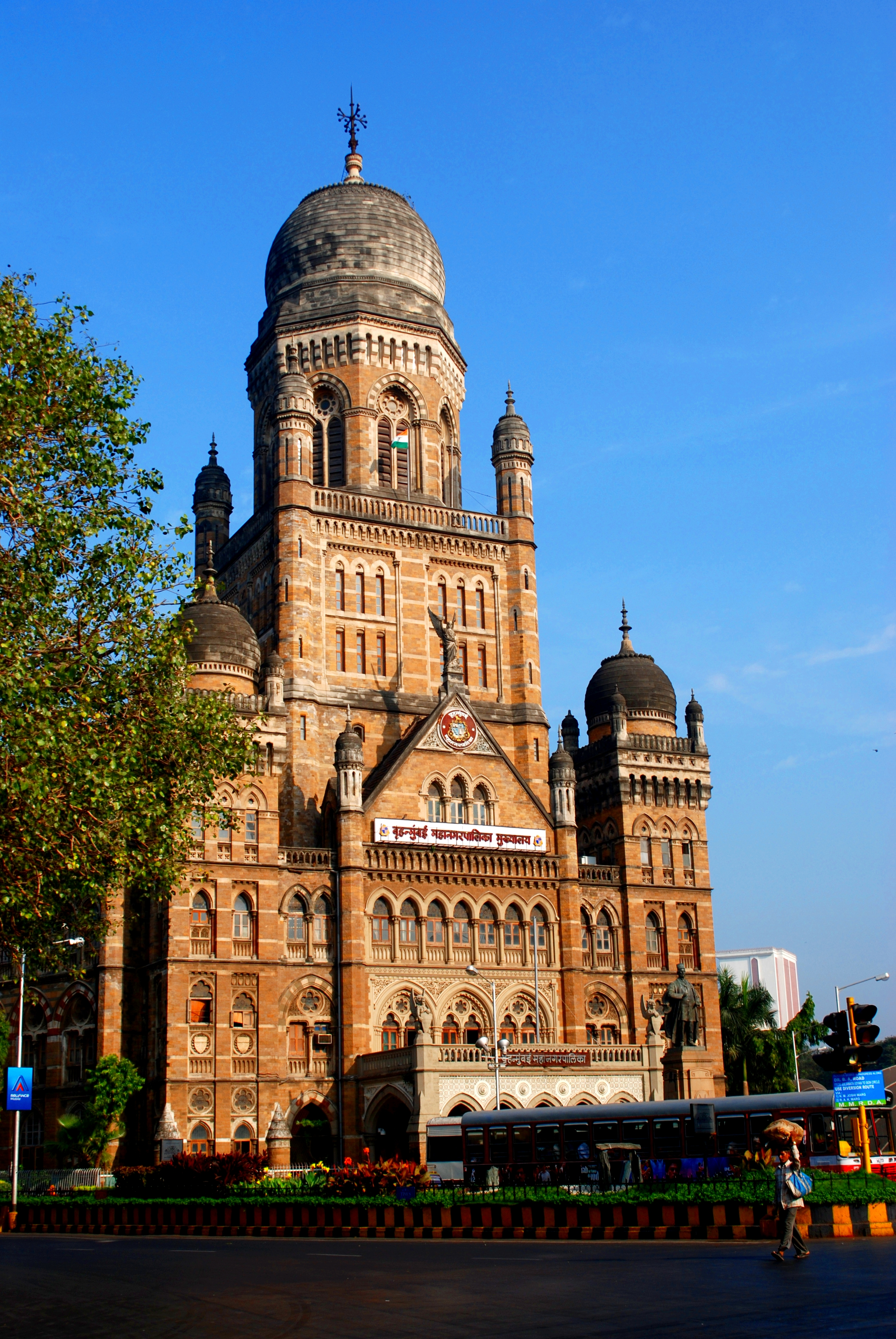
Hôtel de ville du Grand Bombay.

Bombay a le statut de corporation municipale, statut réservé en Inde aux municipalités de plus d'un million d'habitants. L'administration de la ville est assuré par le conseil de la corporation municipale du Grand Bombay (Brihanmumbai Municipal Corporation ou BMC). Il s'agit de la plus riche administration municipale d'Inde. Le conseil est élu au suffrage universel direct et compte 227 conseillers. Un maire, poste largement honorifique, est élu par le conseil. Celui-ci est dirigé par un commissaire municipal, agent de la Fonction publique administrative indienne.

### Jumelage
Bombay est jumelée avec:
| Ville | Ville              | Pays | Pays         | Période                   |
| ----- | ------------------ | ---- | ------------ | ------------------------- |
|       | Berlin             |      | Allemagne    |                           |
|       | comté d'Honolulu,  |      | États-Unis   | depuis le 20 janvier 1970 |
|       | Durango            |      | Mexique      |                           |
|       | Espoo              |      | Finlande     |                           |
|       | Honolulu           |      | États-Unis   | depuis le 20 janvier 1970 |
|       | Izmir              |      | Turquie      | depuis 1997               |
|       | Jakarta            |      | Indonésie    |                           |
|       | Londres,           |      | Royaume-Uni  |                           |
|       | Los Angeles,       |      | États-Unis   |                           |
|       | Manille            |      | Philippines  |                           |
|       | Pusan              |      | Corée du Sud |                           |
|       | Saint-Pétersbourg, |      | Russie       | depuis 1963               |
|       | Stuttgart          |      | Allemagne    | depuis 1968               |
|       | Yokohama,          |      | Japon        |                           |

## Transport

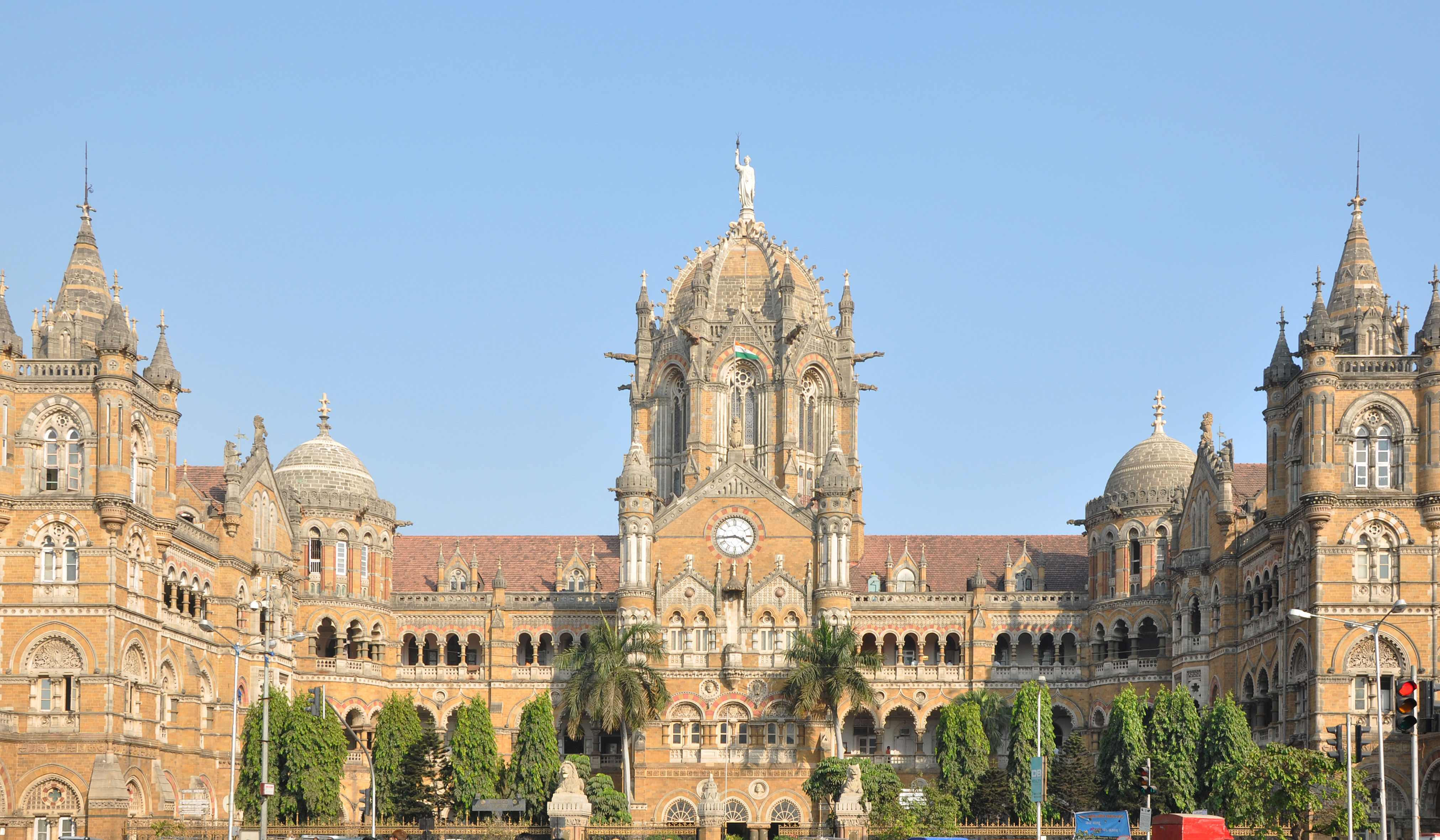
La gare terminale de Chhatrapati Shivaji, ancien Victoria Terminus, ou VT, siège du Chemin de fer central, est inscrite au patrimoine mondial de l'UNESCO.

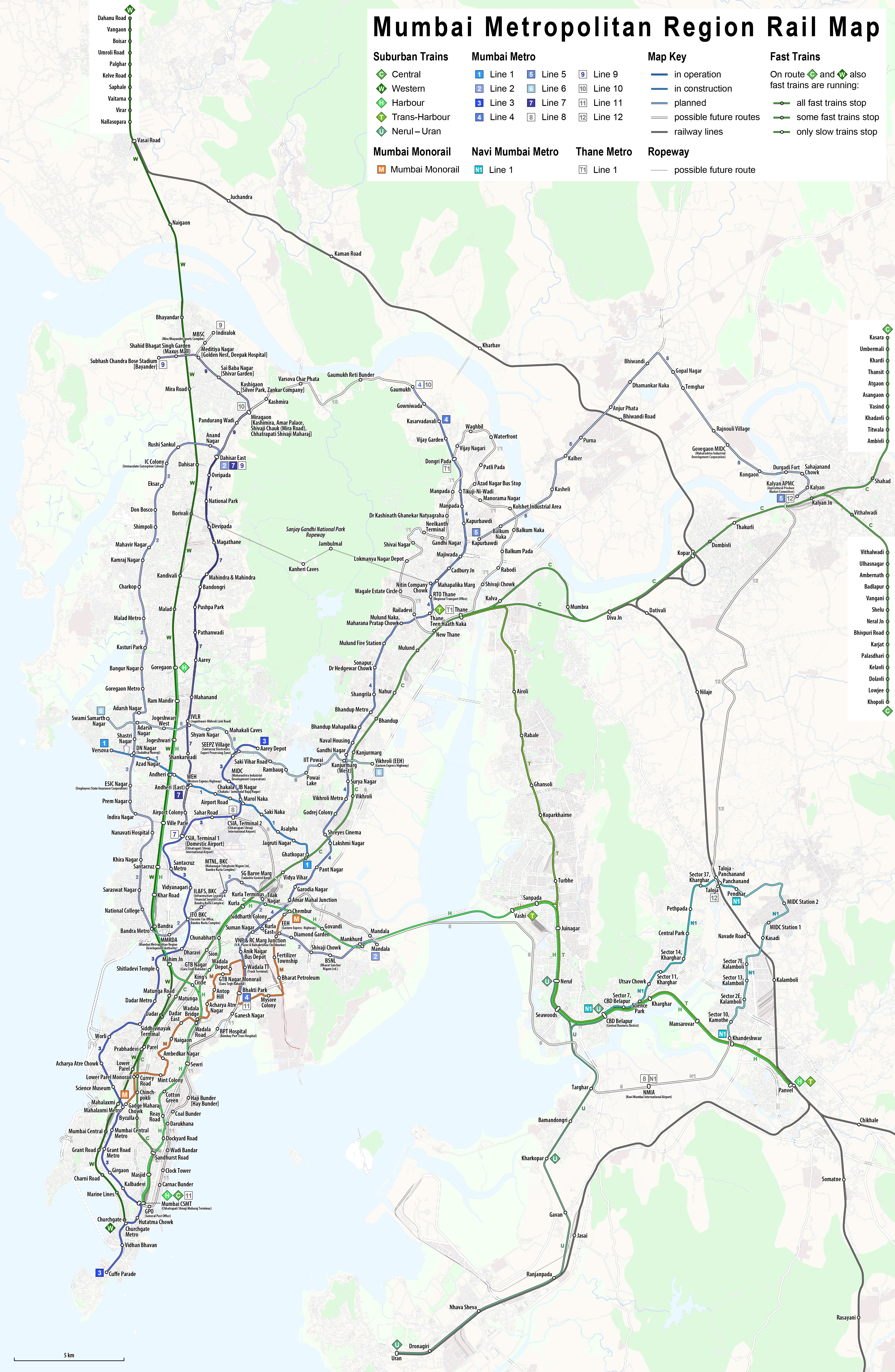
Plan des transports publics.

La plupart des habitants de Bombay utilisent les transports publics pour se déplacer vers leur lieu de travail. Cela est dû, outre le faible taux d'équipement automobile des ménages, au déficit de stationnement public, et à l'état du réseau routier, notamment durant la mousson, cause d'embouteillages massifs. Le système de transport en commun de Mumbai comprend le chemin de fer suburbain de Bombay, le métro de Bombay, le monorail de Bombay, les bus et ferries BEST (Brihanmumbai Electric Supply and Transport), auxquels il faut ajouter taxis et autorickshaws.

### Transport suburbain
Le chemin de fer suburbain de Bombay est la colonne vertébrale du système de transport en commun de Mumbai. Il est composé de quatre lignes, dont trois sont orientées comme l'agglomération, nord-sud et il est desservi par des rames automotrices alimentées par caténaire. Avec 7,5 millions de passagers quotidiens, il constitue un des systèmes de transport les plus fréquentés du monde.

### Transport en commun
Le métro de Bombay est en réseau depuis 2014. Une première ligne d'une longueur de 11,4 km et comprenant 12 stations et construite en surface sur pilotis entre Versova (banlieue ouest) et Ghatkopar (banlieue est) a été inaugurée le 8 juin 2014. La construction de six autres lignes est en cours ou planifiée et devrait porter la longueur du réseau à environ 200 kilomètres.

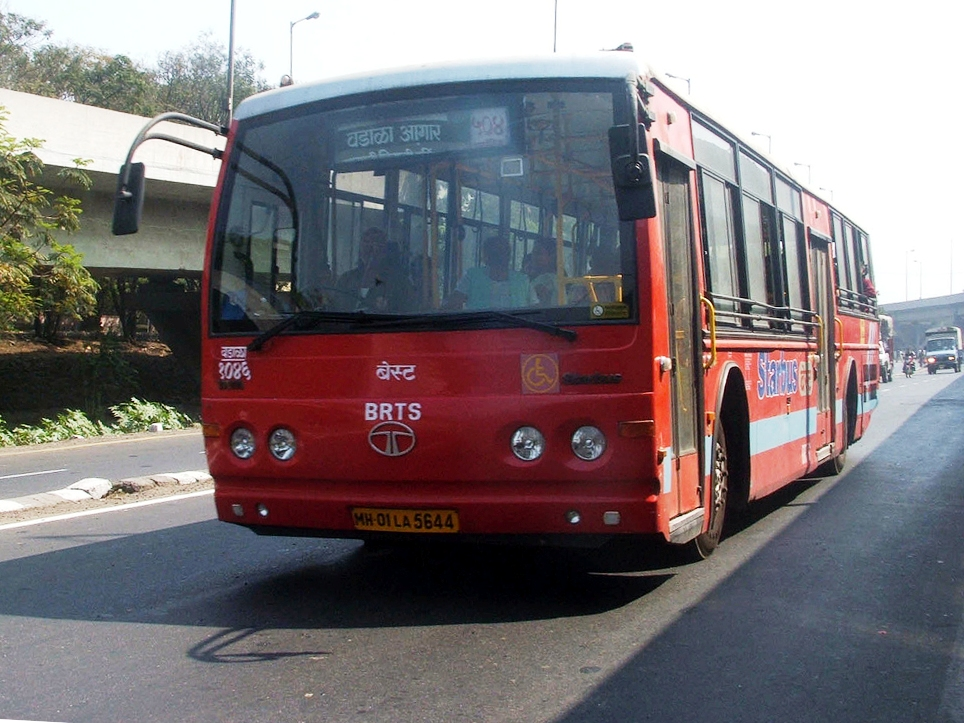
Un bus BEST moderne (Starbus).

Les bus publics gérés par le BEST couvrent presque toute la métropole, y compris les villes satellites de Navi Mumbai et Thana. Les bus sont utilisés pour couvrir des distances courtes à moyennes, tandis que les tarifs de train sont plus économiques pour la longue distance. La flotte du BEST se compose de bus à un ou deux étages, certains dotés d'air climatisé. On compte 3 408 autobus BEST, qui transportent quotidiennement 4,5 millions de passagers sur 340 itinéraires. On peut aussi mentionner le service de bus touristique Mumbai Darshan, qui dessert surtout les zones touristiques.
Les taxis noirs rayés de jaune peuvent transporter jusqu'à quatre passagers avec leurs bagages et couvrent la majeure partie de la métropole. Les vieux modèles Fiat sont peu à peu remplacés par des taxis plus récents et climatisés. Les autorickshaws, ou pousse-pousse à moteur, n'ont le permis d'opérer que dans les banlieues, et y sont la forme principale de transport loué. Ces véhicules à trois roues peuvent loger jusqu'à trois passagers. Ces pousse-pousse, qui fonctionnent au gaz naturel comprimé, disponibles n'importe où dans les banlieues, sont une façon propre et facile de s'y déplacer.

### Transport ferroviaire
Bombay est relié aux autres villes indiennes par les Chemins de fer indiens. La ville est le siège social de deux divisions de la compagnie : le Chemin de fer central (CR) dont le siège social se trouve à Chhatrapati Shivaji Terminus (l'ancien Victoria Terminus) et le Chemin de fer occidental (WR) dont le siège social se trouve près de Churchgate. Les trains interurbains partent des gares de Chhatrapati Shivaji Terminus, Dadar, Kurla-Lokmanya Tilak Terminus, Mumbai Central, Bandra Terminus et Andheri. S'y ajoute le service public d'autocars interurbains MSRTC.

### Port
Le port naturel de Bombay est l'un des meilleurs au monde. De nombreux ferries vers les îles voisines circulent, et il reste de loin le principal port de marchandises de l'Inde. La Marine indienne y possède en outre une importante base, INS Angria qui accueille le commandement régional ouest.

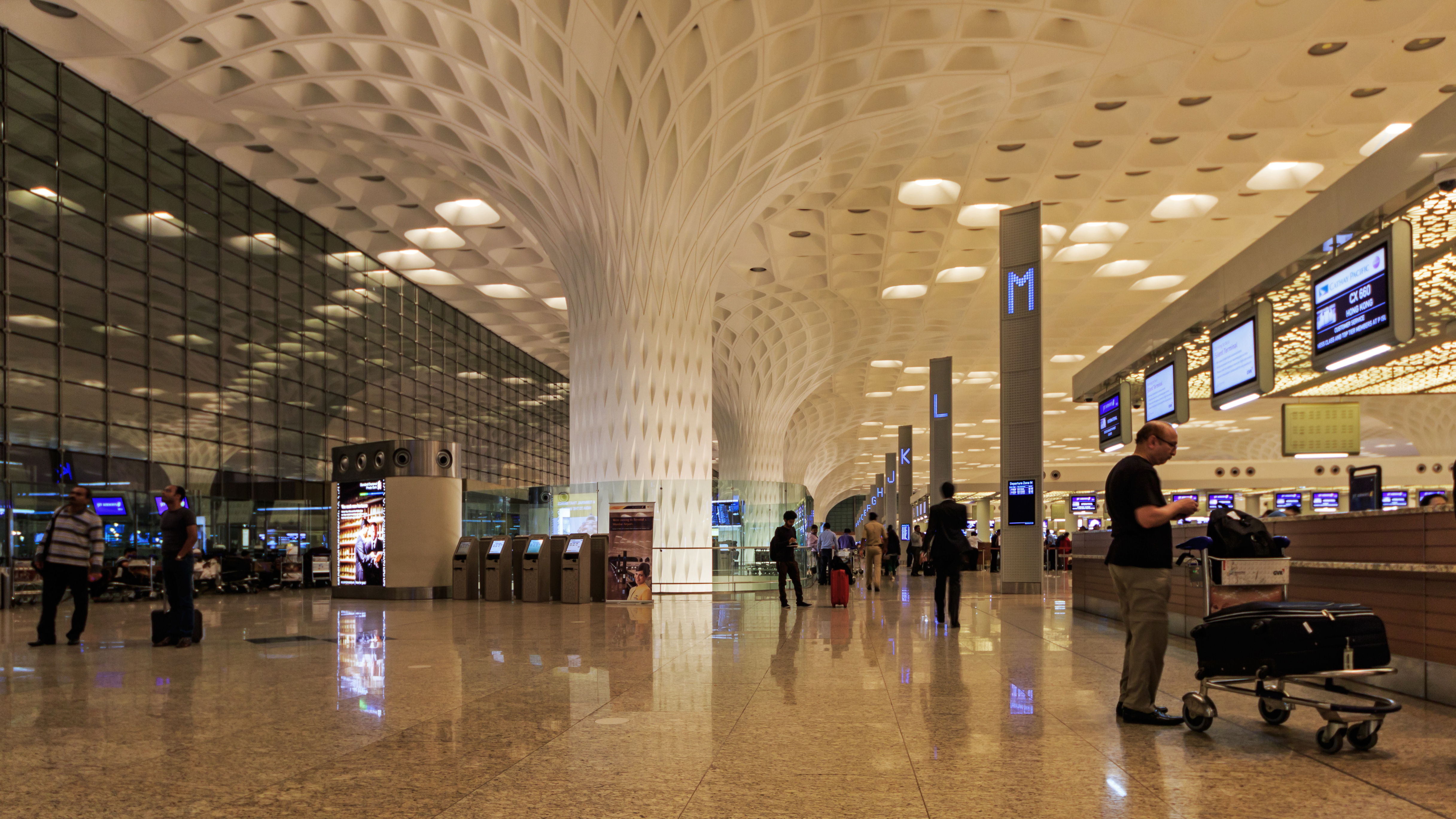
L'aéroport international Chhatrapati-Shivaji est l'un des plus actif d'Asie du Sud[49].
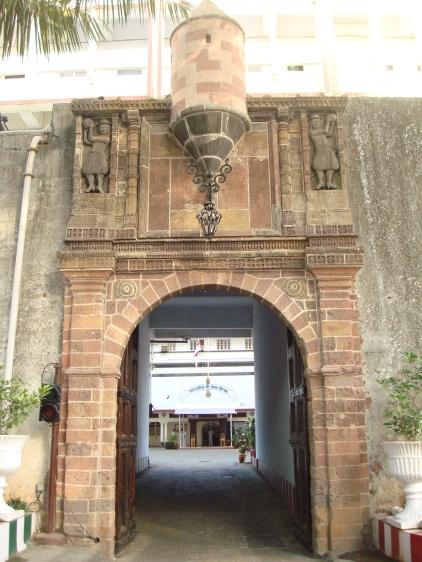
Porte de la base navale Angre, vestige d'un château portugais, datée du XVIe siècle.
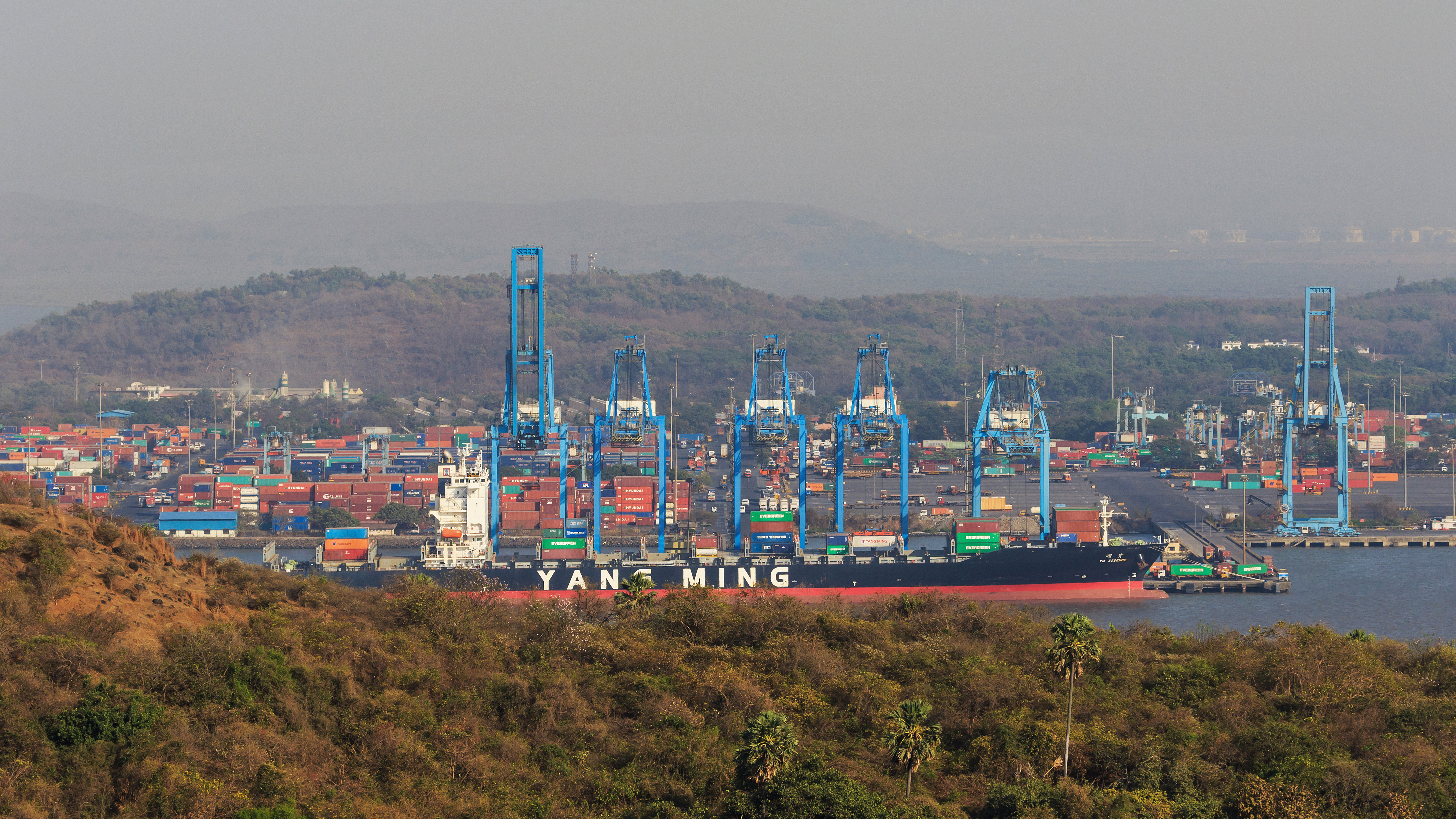
Vue sur une partie du port de Nhava Sheva, second port à conteneur d'Inde.

### Transport aérien
Enfin, Bombay est desservi par l'aéroport international Chhatrapati-Shivaji (ancien aéroport international Sahar), le second plus important d'Asie du Sud. Il accueille 25 % du trafic intérieur indien, et 38 % du trafic international. Le projet d'aéroport international Navi Mumbai, qui désengorgerait les infrastructures existantes, a été approuvé par le gouvernement.

## Urbanisme

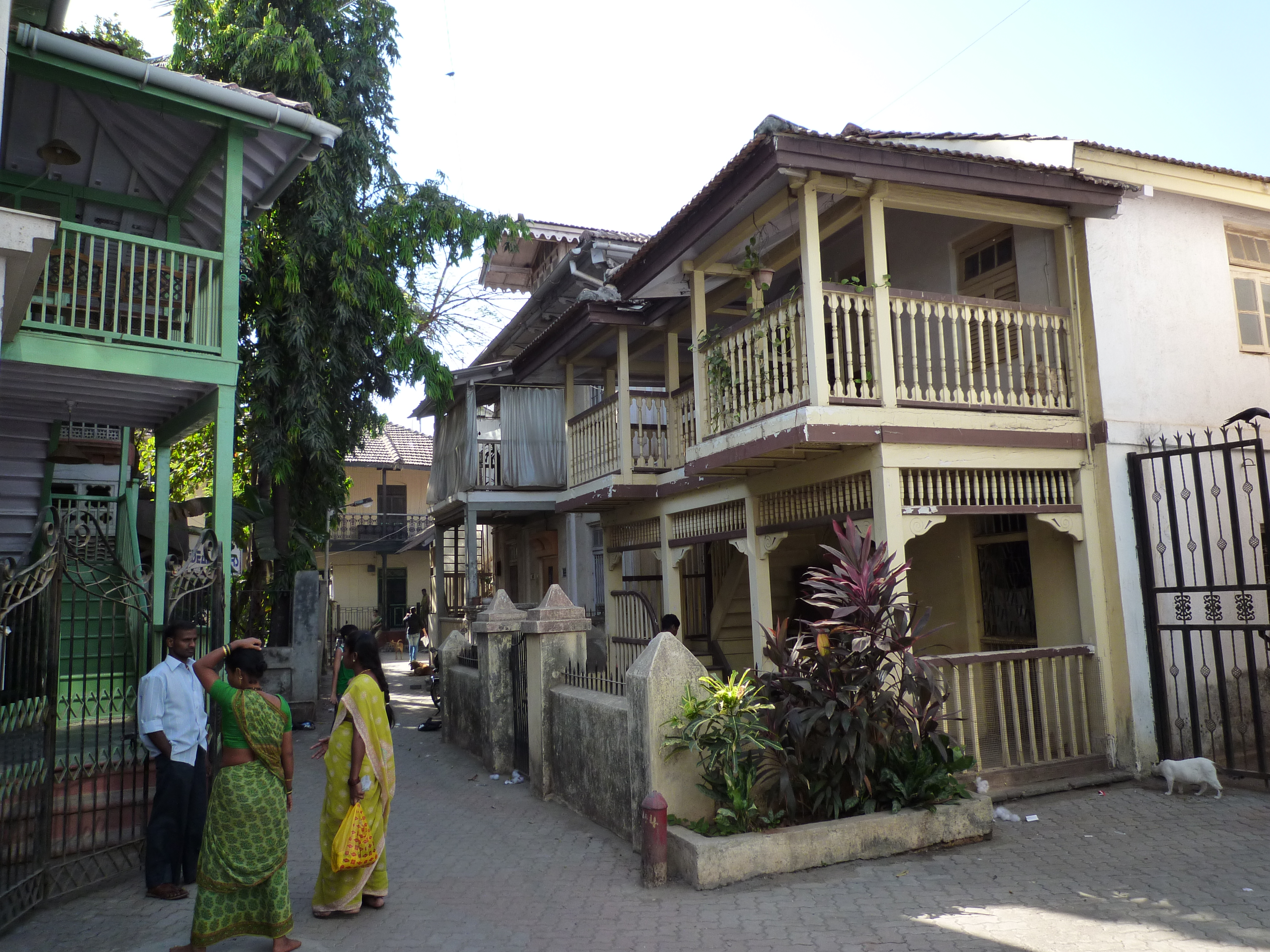
Une ruelle dans le voisinage de Kothachiwadi à Girgaum, réputé pour son architecture indo-portugaise.
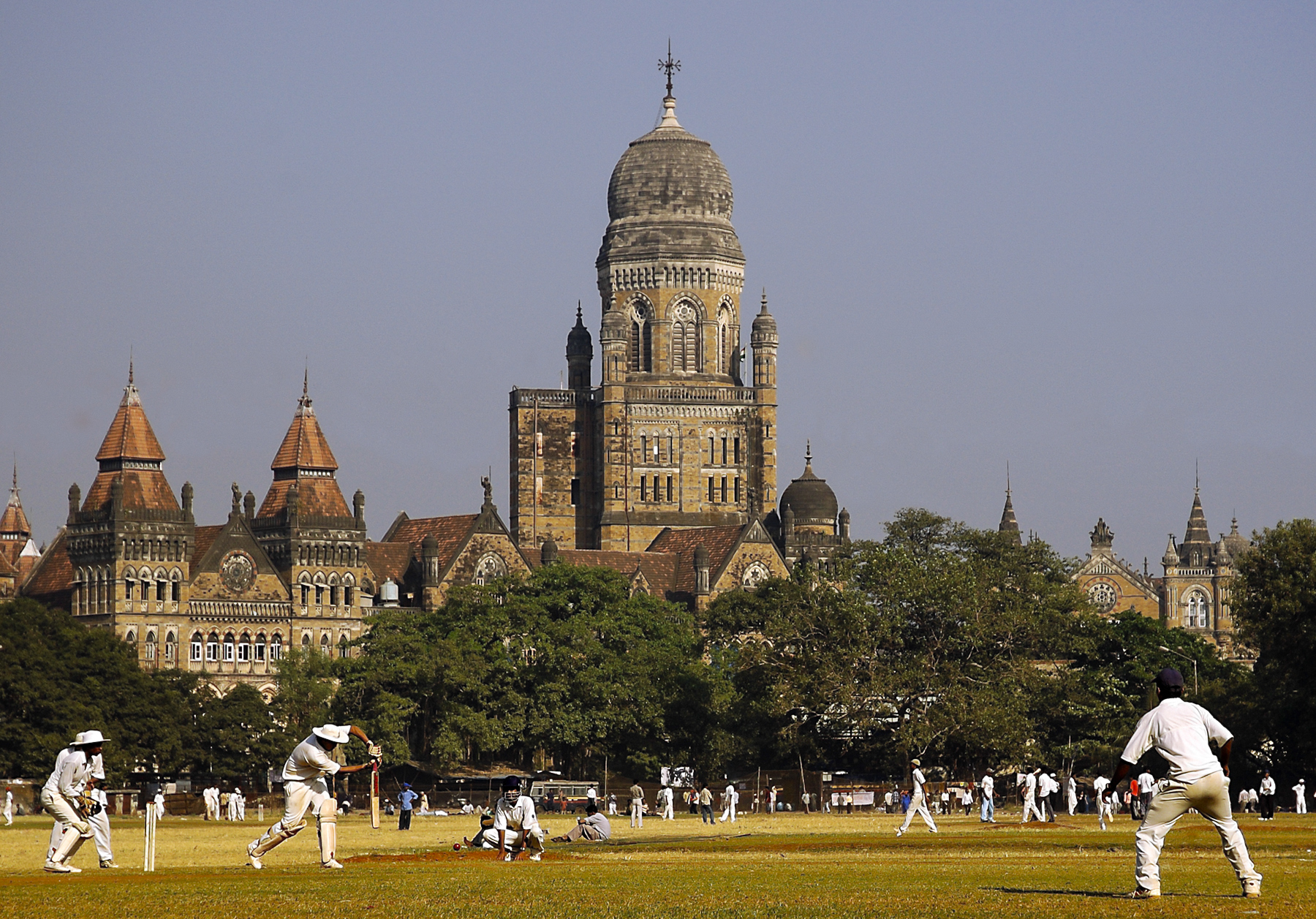
Vue sur les bâtiments néo-gothiques du quartier du Fort (dont l'Hôtel de Ville), depuis le Cross Maidan (en).
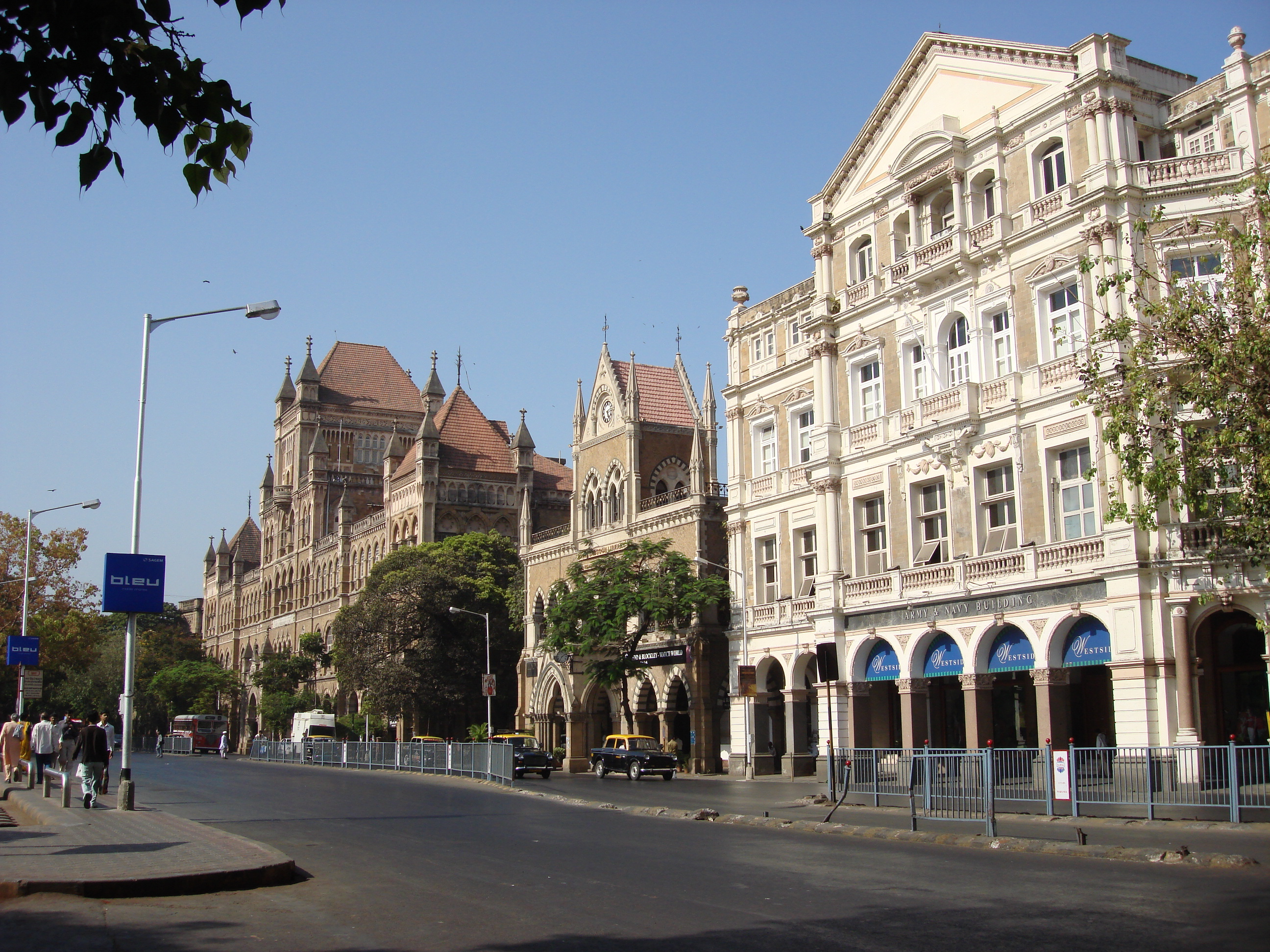
Façades de bâtiments victoriens dans le quartier du Fort.
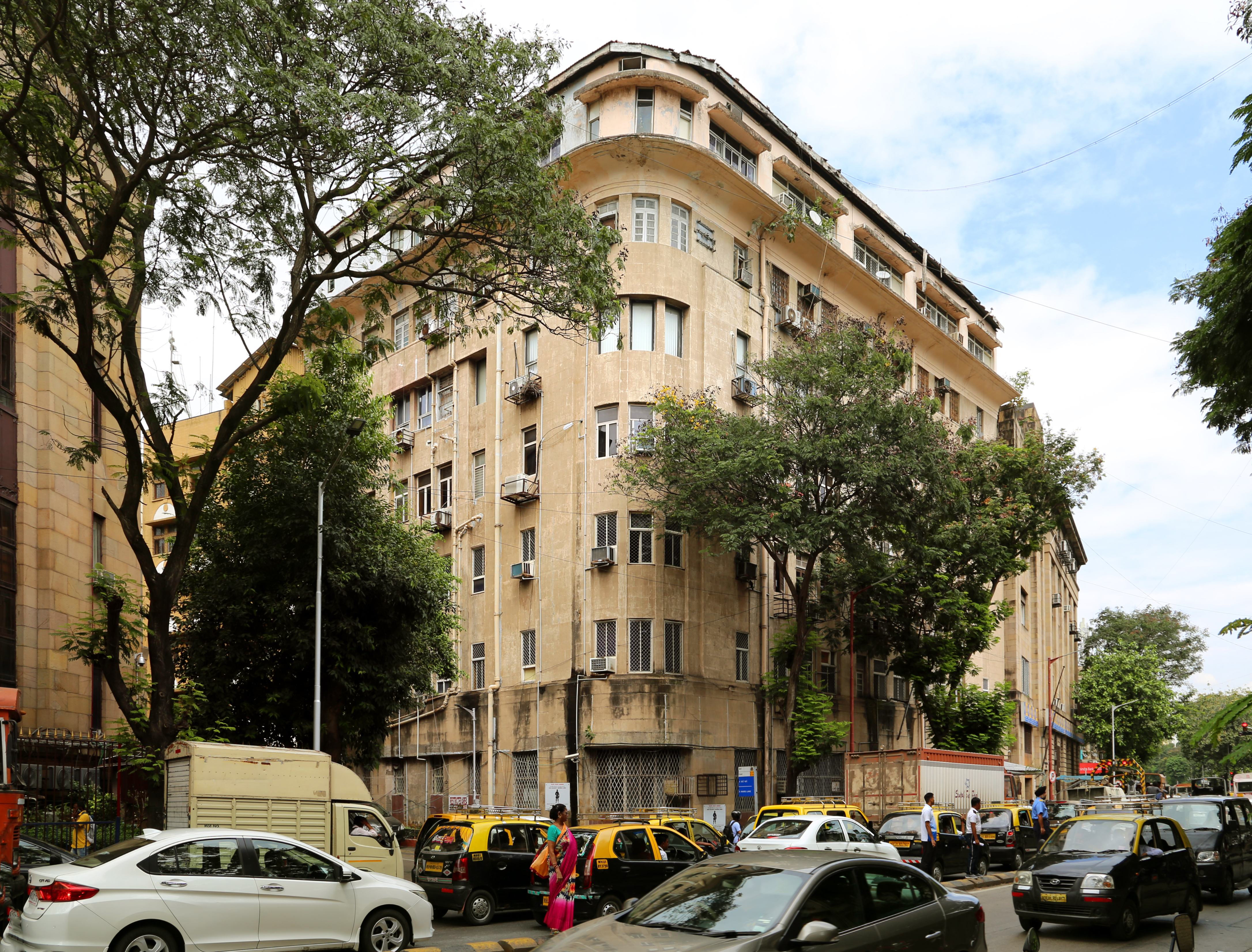
Bâtiment Art Déco sur la rue Shahid Bhagat Singh Road, dans le quartier de Colaba.
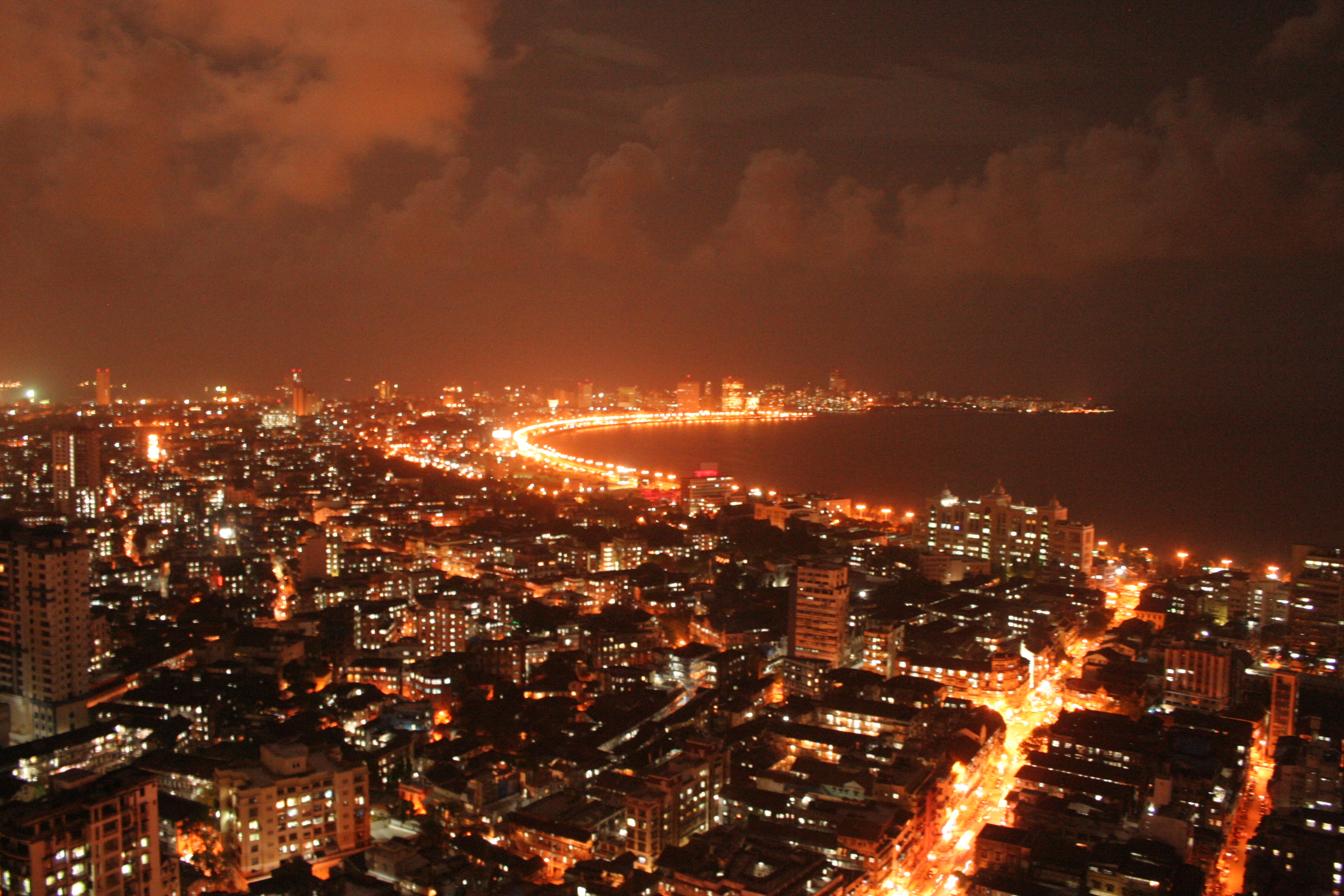
Vue nocturne.
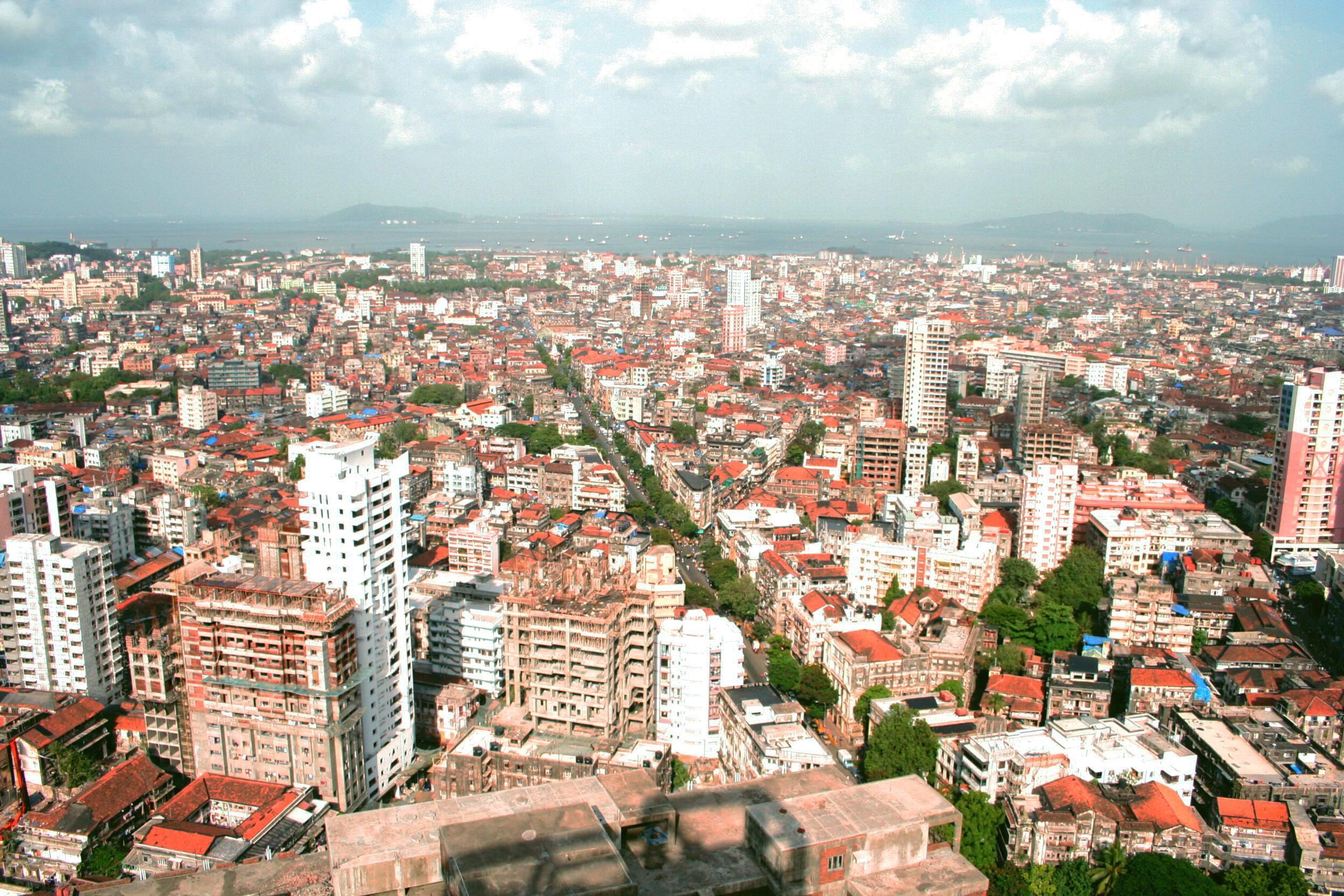
Khetwadi, Sikka Nagar.
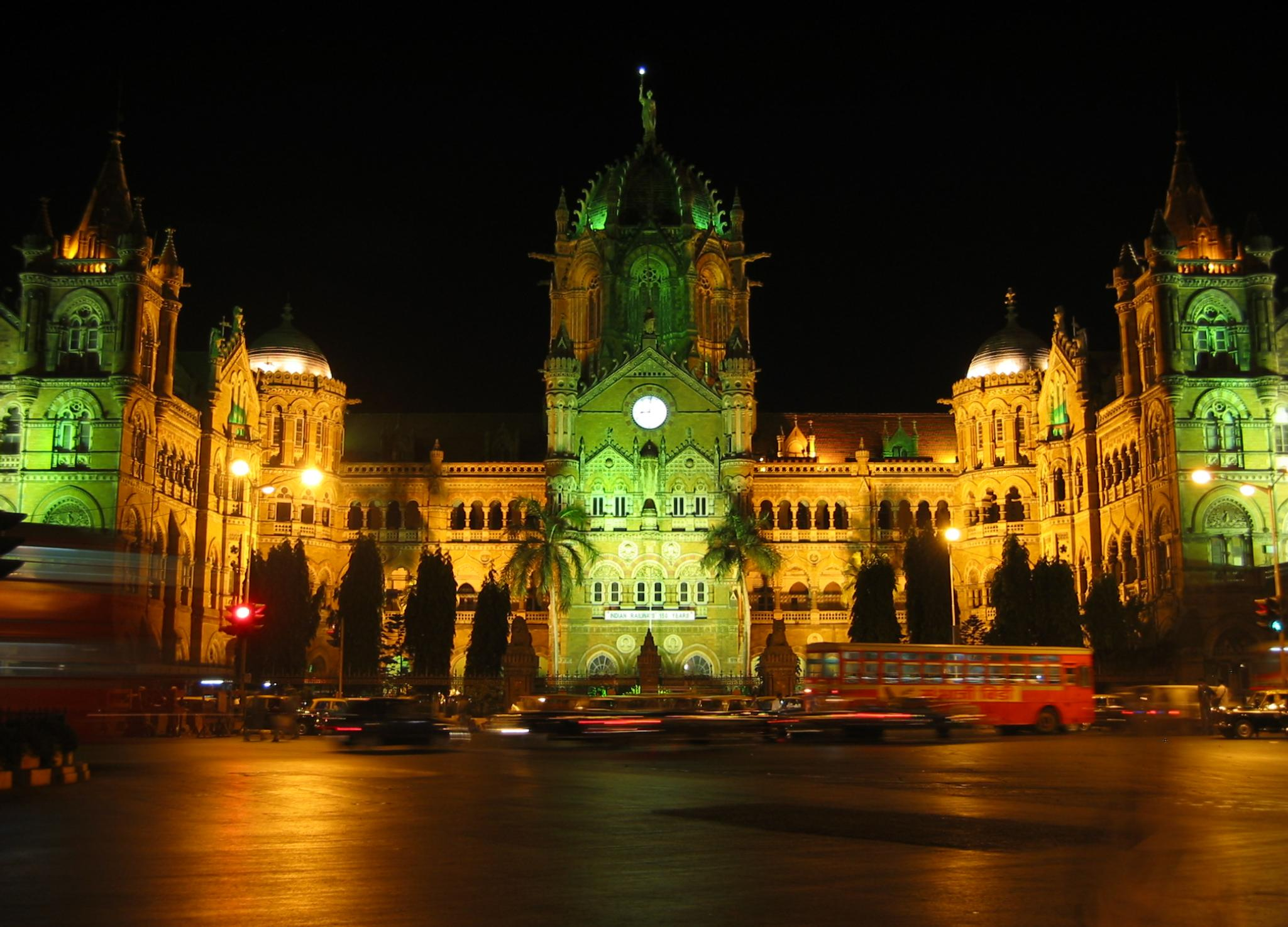
Gare terminus Shivaji.
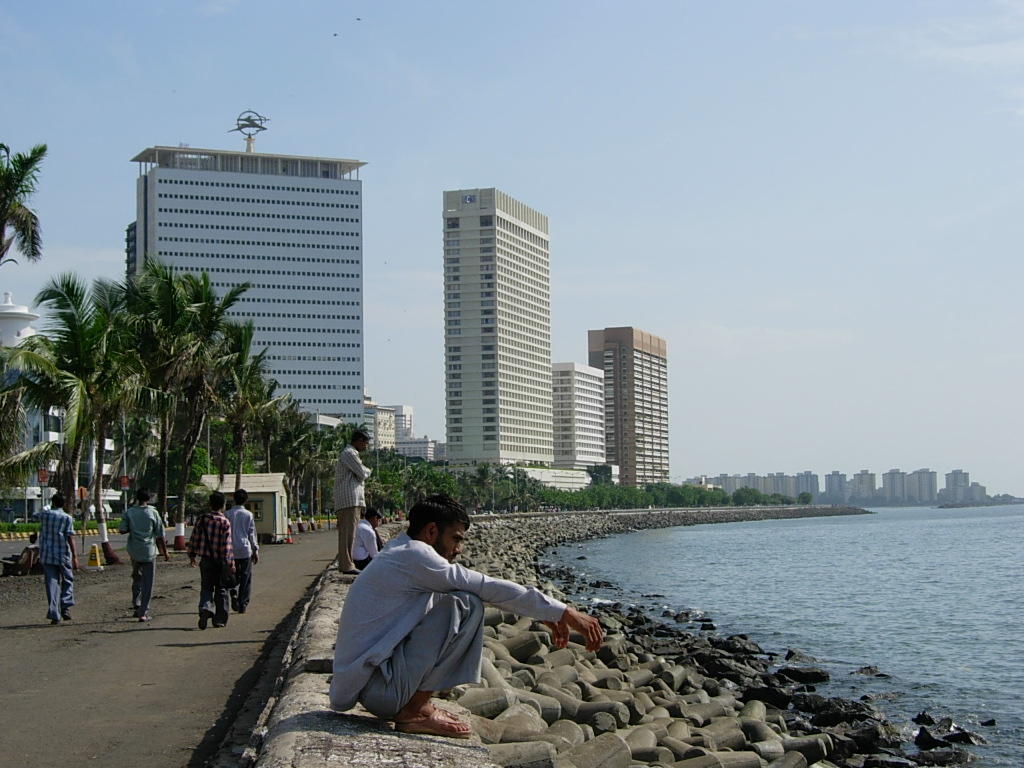
Nariman Point, quartier d'affaires.
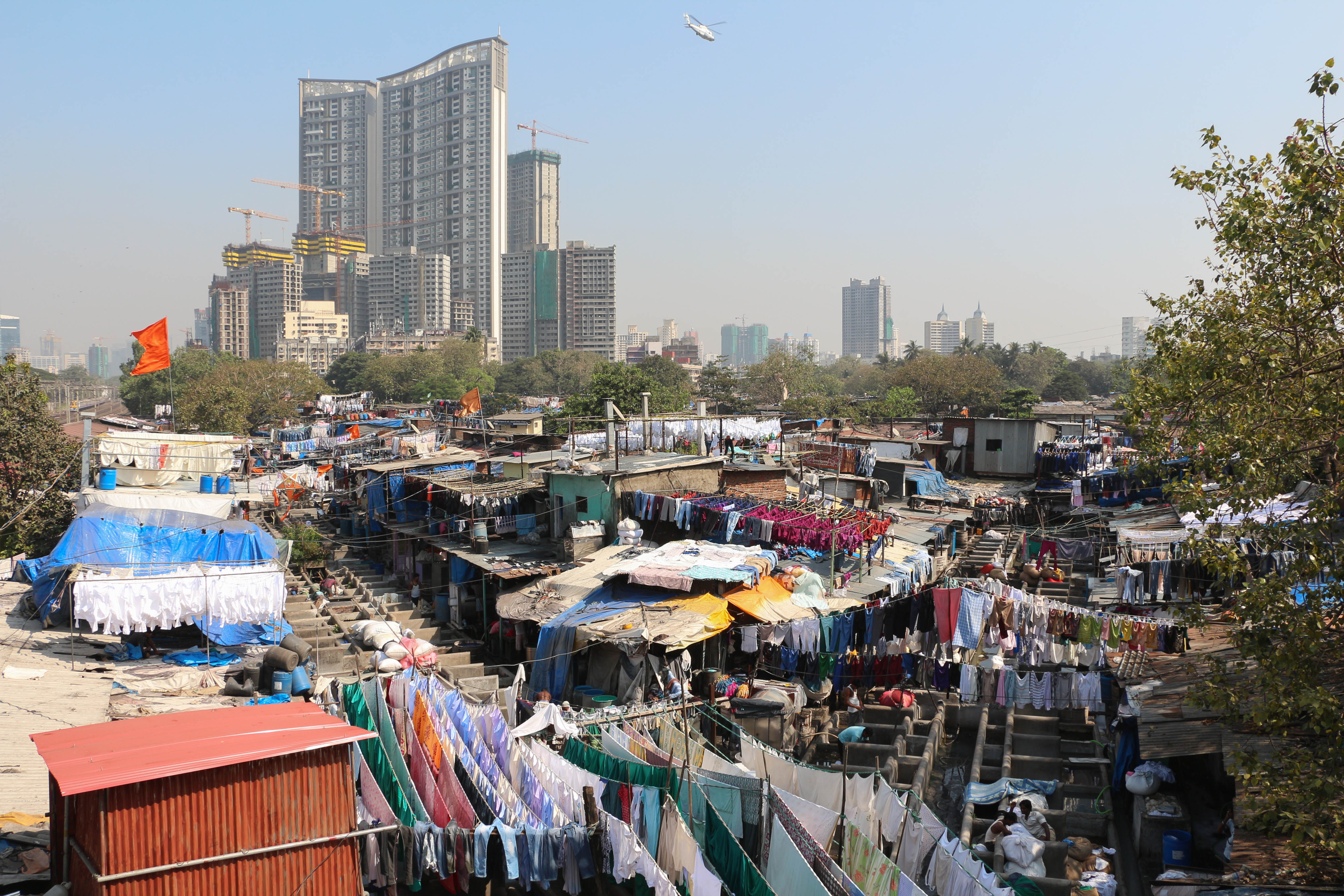
Dhobi Ghat.
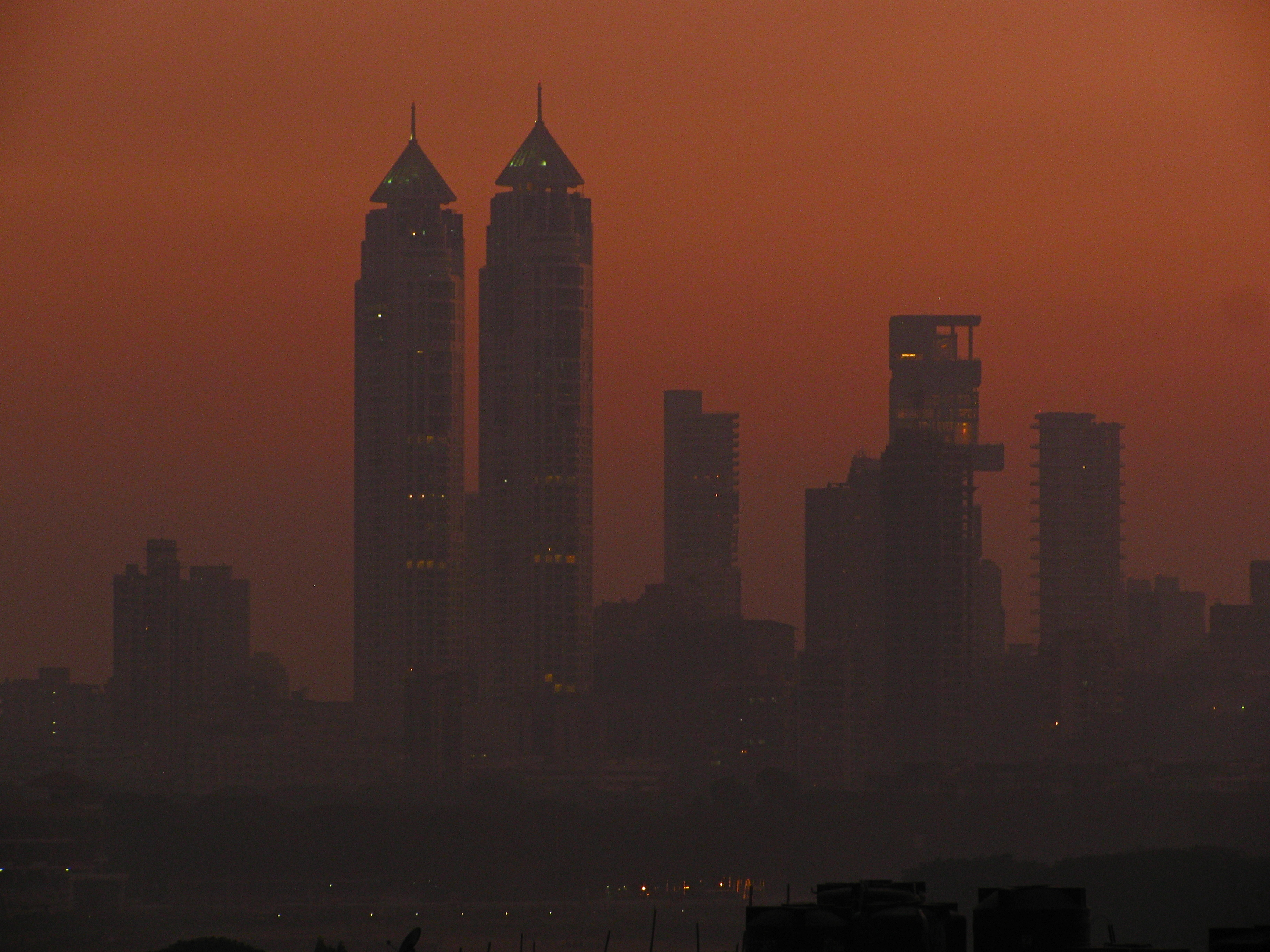
Imperial Towers Mumbai.

Mumbai est la ville indienne dans laquelle on trouve les plus hauts gratte-ciel du pays : depuis les années 1970 et surtout depuis les années 2000 plus de 160 gratte-ciel y ont été construits et des dizaines d'autres sont en construction, dont plusieurs de plus de 300 mètres de hauteur et même de plus de 400 mètres comme le World One.

### Architecture
L'architecture de Bombay présente une fusion éclectique de styles, reflétant son passé multiculturel. La période coloniale a joué un rôle significatif dans le développement architectural de la ville. Les Portugais, qui ont occupé Bombay au XVIe siècle, ont laissé leur marque à travers des églises et des bâtiments de style européen. Cependant, c'est sous la domination britannique que l'architecture victorienne est devenue prédominante.
Les bâtiments victoriens de Bombay, avec leur influence néo-gothique distincte, confèrent à la ville un charme unique. L'un des exemples les plus emblématiques est la gare Chhatrapati Shivaji Maharaj Terminus (anciennement Victoria Terminus). Conçu par Frederick William Stevens (en) et achevé en 1887, ce chef-d'œuvre architectural est une combinaison de styles gothique victorien et indien, avec des arcs, des dômes, des gargouilles et des sculptures élaborées. La gare a été désignée site du patrimoine mondial de l'UNESCO en 2004.
Outre l'architecture victorienne, Bombay abrite également des exemples remarquables d'architecture indo-sarrasine. Ce style, qui mélange des éléments de l'architecture indienne et islamique, est visible dans des bâtiments tels que l'université de Bombay (qui inclut la Rajabai Tower) et le Taj Mahal Palace. Celui-ci, construit en 1903, est un chef-d'œuvre architectural situé dans le quartier de Colaba. Il associe des éléments indiens, mauresques et néo-gothiques, et reste un symbole emblématique de l'hospitalité et du luxe à Bombay.
Au XXe siècle, l'architecture Art déco a également laissé une empreinte significative à Bombay. Les années 1930 et 1940 ont été une période de prospérité et de modernisation pour la ville, et l'architecture Art déco était alors en vogue. Le quartier de Marine Drive, en particulier, abrite plusieurs bâtiments de ce style, reconnaissables à leurs lignes épurées, leurs formes géométriques et leurs motifs stylisés. Ces structures emblématiques se fondent harmonieusement dans le paysage côtier et offrent des vues spectaculaires sur la mer d'Arabie.
Dans le contexte de la croissance rapide de la population et de l'urbanisation, Bombay est également connue pour ses gratte-ciel modernes. Les immeubles de grande hauteur se sont multipliés dans la ville, notamment dans les quartiers d'affaires tels que Bandra Kurla Complex et Lower Parel. Des structures emblématiques telles que le Palais Royale et le World One ont repoussé les limites de la hauteur et de la conception architecturale à Bombay.

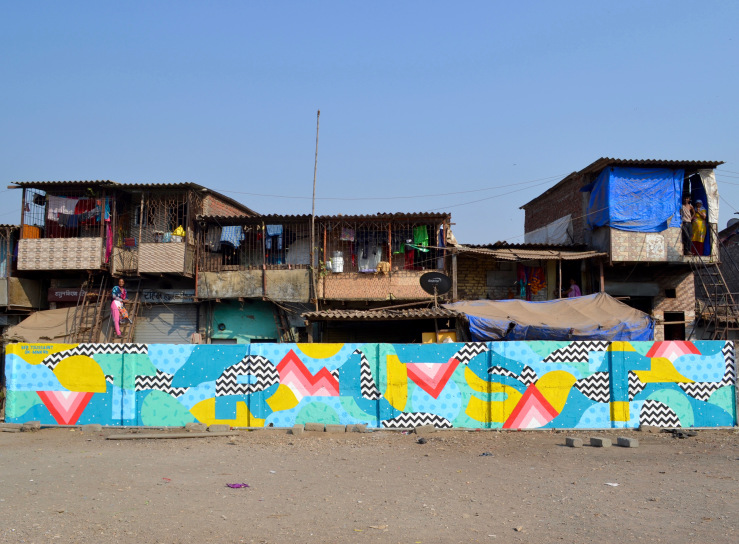
Seb Toussaint, Trust, 2017, peinture murale dans le bidonville de Phule Nagar.

En plus des bâtiments emblématiques, Bombay est également marquée par la présence de quartiers informels et de bidonvilles. Ces quartiers, tels que Dharavi, sont le résultat de l'afflux de migrants à la recherche de meilleures opportunités économiques. Les bidonvilles de Bombay présentent une architecture informelle, avec des structures de fortune construites à partir de matériaux récupérés. Malgré les conditions de vie difficiles, ces quartiers sont dynamiques et vibrants, abritant des communautés actives et des économies informelles.
En outre, Bombay se distingue par ses espaces publics et ses monuments. Le front de mer emblématique de Marine Drive offre une promenade pittoresque avec une vue panoramique sur la mer. La Porte de l'Inde, construit pour commémorer la visite du roi George V et de la reine Mary en 1911, est un monument historique et touristique important.
Au fil des ans, Bombay a également connu une évolution architecturale avec l'émergence de nouveaux projets de développement urbain. Des quartiers comme Bandra et Worli ont été transformés avec l'ajout de tours résidentielles modernes, de centres commerciaux et d'espaces de loisirs.
L'architecture de Bombay est donc un reflet de son histoire multiculturelle et de son dynamisme contemporain. Des styles coloniaux tels que l'architecture victorienne et indo-sarrasine aux influences modernes de l'Art déco et des gratte-ciel, Bombay offre un mélange éclectique de styles architecturaux. Les quartiers informels et les bidonvilles témoignent également des défis et de la résilience des populations face à la croissance urbaine. Que ce soit dans les bâtiments emblématiques, les quartiers historiques ou les développements urbains modernes, l'architecture de Bombay est un témoignage de la diversité et de la vitalité de cette métropole indienne.

### Logement
À Bombay, 50 % de la population vit en bidonville où les logements sont souvent particulièrement exigus. La ville concentre jusqu’à 20 000 habitants au kilomètre carré dans certains taudis.

## Culture

### Cinéma
Bollywood, l'industrie du cinéma en hindi, est basée à Mumbai et est une des plus importantes du monde avec 400 films produits par an. Le nom « Bollywood » est un mot-valise formé à partir de « Bombay » et « Hollywood ». Il fait référence à Hollywood, quartier de Los Angeles et capitale de l'industrie cinématographique américaine, l'une des plus influentes sur le plan culturel dans le monde.
La ville abrite également l'industrie cinématographique en langue marathi.

### Patrimoine

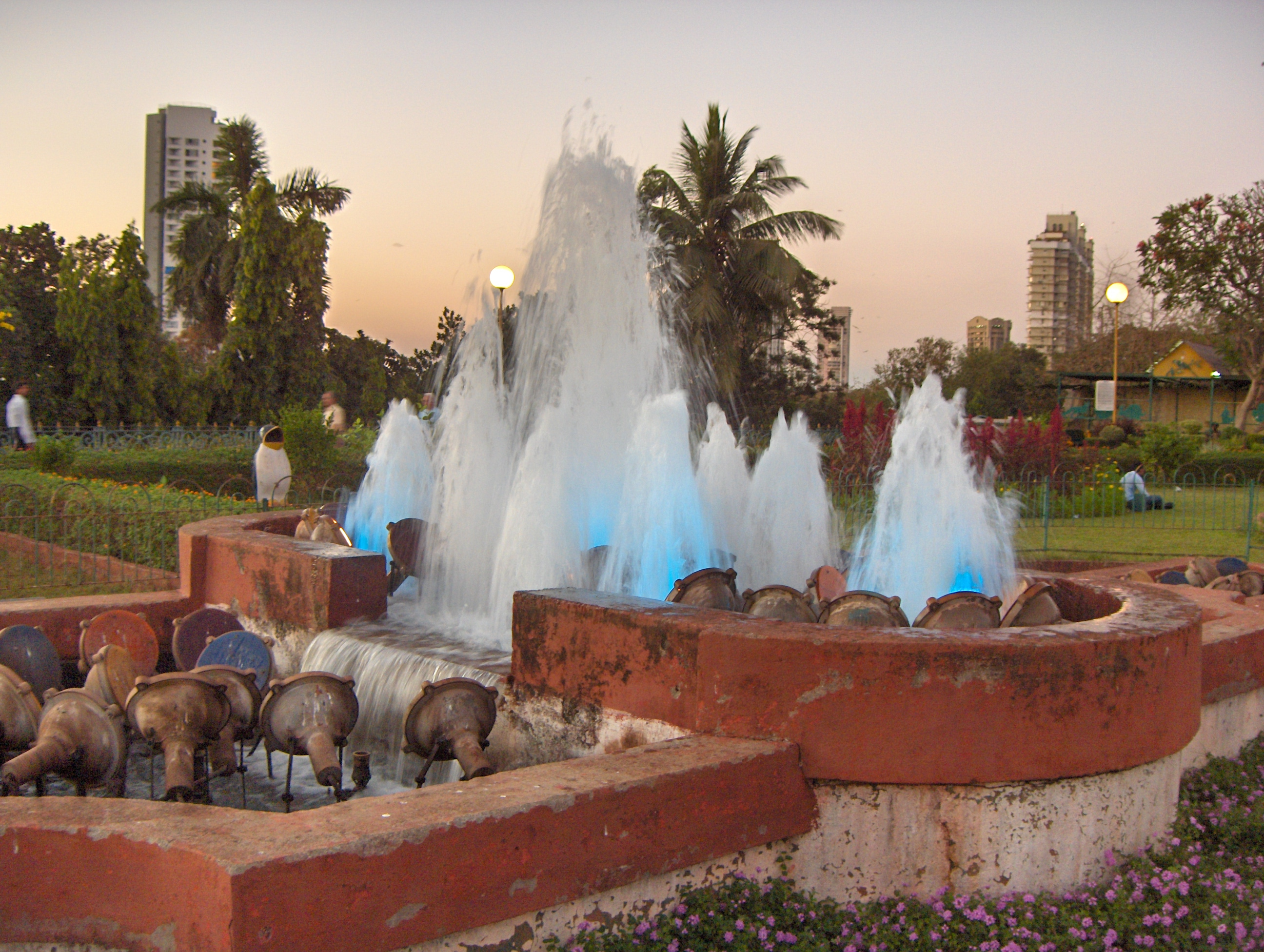
Hanging Gardens.

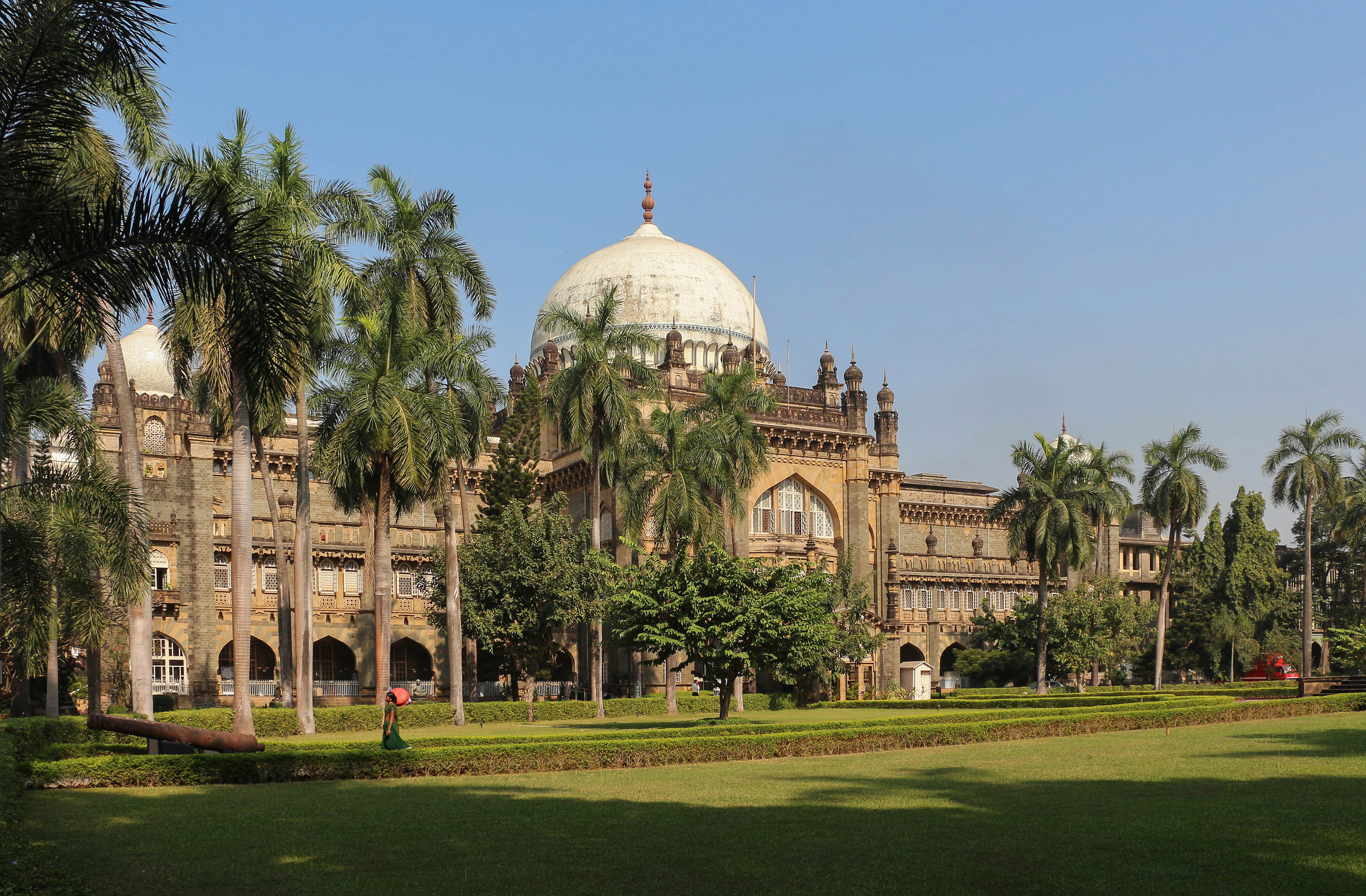
Le musée du Prince de Galles.

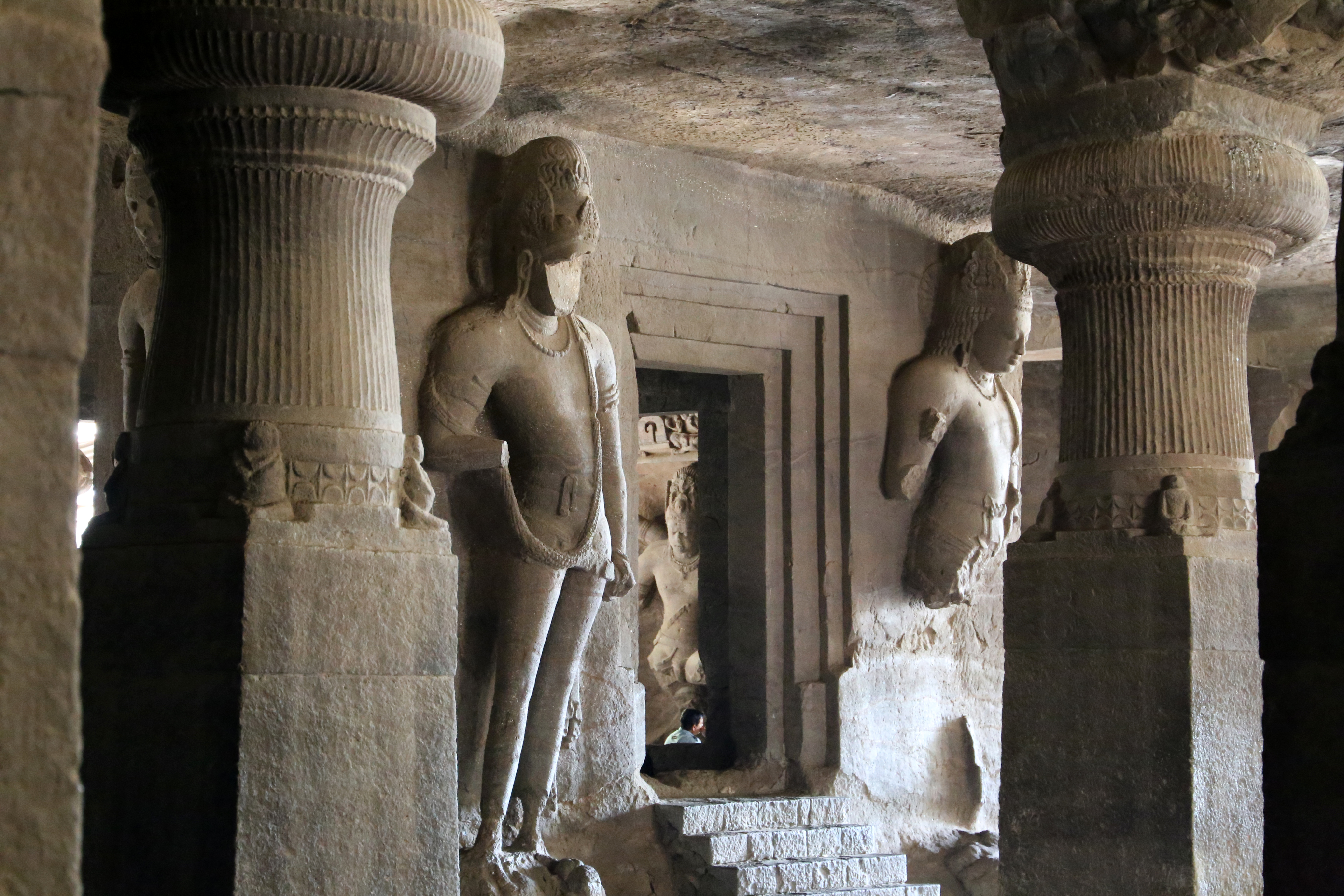
Un sanctuaire dans la grotte 1 du complexe d'Elephanta.

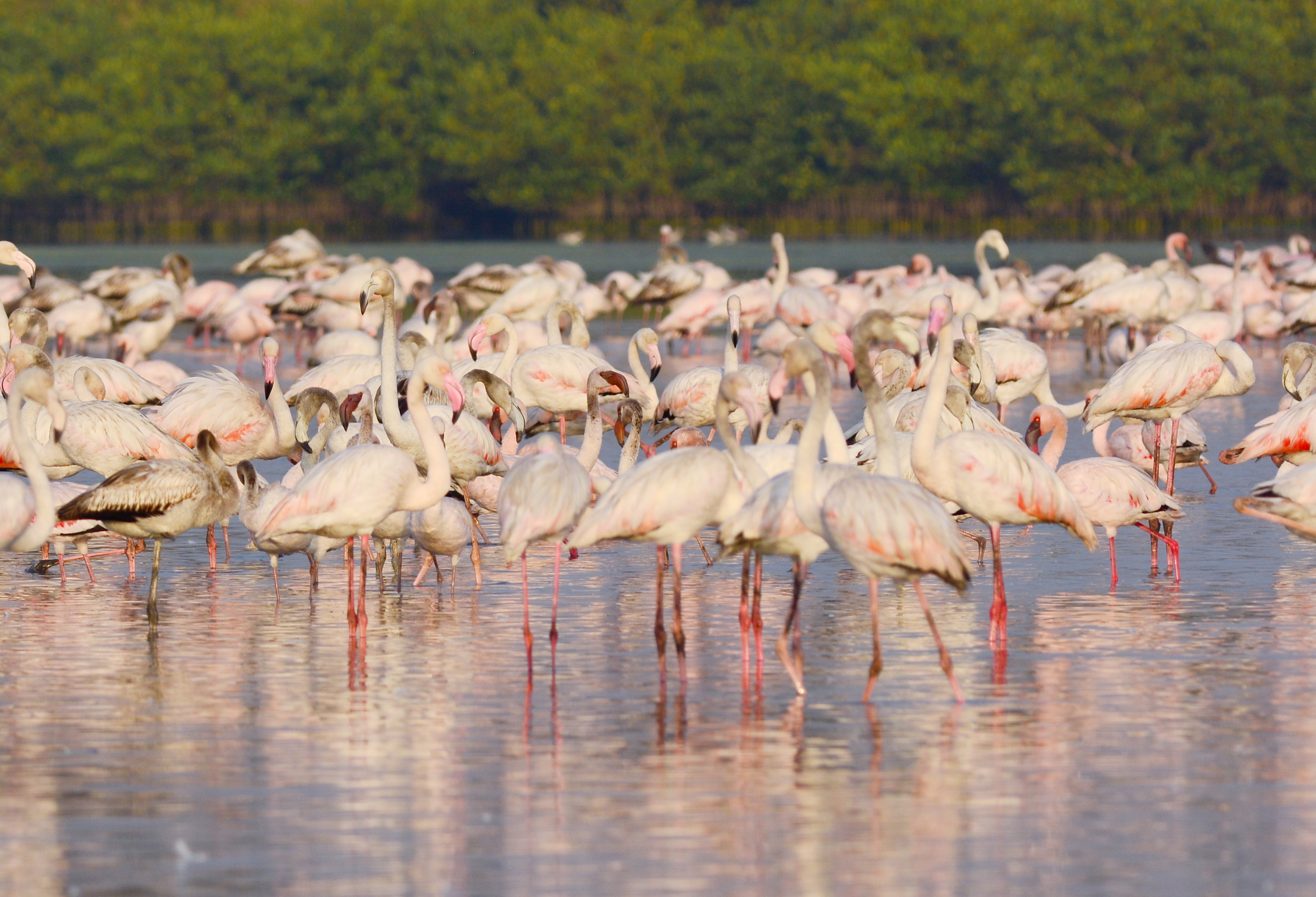
Colonie de flamants rose installée dans une mangrove à Bhandup.

- Les grottes d'Elephanta, situées sur une île, autrefois nommée Gharapuri, à dix kilomètres au large de Mumbai : ces cavernes creusées dans le basalte des collines comportent des sculptures datant du VIe siècle. L'île d'Elephanta doit son nom moderne aux Portugais qui trouvèrent la statue d'un éléphant près de l'endroit où ils débarquèrent. Ces temples découpés dans la roche et consacrés à Shiva Mahadeva sont très richement sculptés. Des canots à moteur embarquent les passagers en contrebas de la Porte de l'Inde pour les y conduire. Elles sont classées au patrimoine mondial de l'UNESCO depuis 1987[52].
- La gare Chhatrapati Shivaji Terminus ou CST (anciennement gare Victoria) : achevée en 1888, la gare a été baptisée en hommage à la reine Victoria, impératrice des Indes, le jour de son jubilé en 1887. La construction commencée en 1878 d'après les plans de F. W. Stevens, est terminée en 1888, mais la gare a été ouverte au public dès le jour de l'an 1882. C'est maintenant le point de départ des Central Railways. Elle a été renommée Chhatrapati Shivaji Terminus du nom de Chhatrapati Shivaji Maharaj, à la demande du ministre des Transports Suresh Kalmadi en 1996. Située sur Bori Bunder, c'est maintenant un bâtiment protégé : il a été ajouté à la Liste du patrimoine mondial de l'UNESCO en 2004[53].
- Le centre-ville de Bombay est reconnu pour son architecture victorienne et art déco, malgré une perte importante de bâtiments patrimoniaux en raison de la spéculation foncière intense[54]. La ville est constituée notamment de la seconde plus importante concentration de bâtiments art déco au monde, après Miami. Un ensemble de bâtiments de ses deux styles architecturaux, représentatif de l'évolution urbaine de la ville, a été classé au patrimoine mondial de l'UNESCO en 2018 sous le nom de Ensembles néo-gothique victorien et Art déco de Mumbai[55],[56].
- Le musée du prince de Galles (renommé Chhatrapati Shivaji Museum ; abrégé CSMVS) : au début du XXe siècle, quelques notables de la ville décident de créer un musée avec l'aide du gouvernement pour commémorer la visite du prince de Galles. Une des résolutions du comité lors de sa réunion du 22 juin 1904 était que « le bâtiment devra avoir une structure belle et noble convenant à l'emplacement choisi, et en accord avec le meilleur de l'architecture locale ». À la suite d'un concours, George Wittet est choisi pour concevoir le bâtiment du musée en 1909. Wittet avait déjà collaboré avec John Begg à la construction du bâtiment du General Post Office. Le musée a bénéficié d'importants dons de peinture occidentale de la famille Tata[57]. Il est désormais classé au patrimoine mondial en tant que composant du site « Ensembles néo-gothique victorien et Art déco de Mumbai ».
- Porte de l'Inde : construite dans un style indo-mauresque, la Porte de l'Inde commémore la visite du roi George V et de la reine Mary à Bombay, avant le darbar de Delhi en décembre 1911. La porte est construite en basalte jaune de Kharodi renforcé par du béton. Le dôme central fait seize mètres de diamètre et s'élève à quelque vingt-huit mètres à son point le plus élevé. La porte était censée faire partie d'un ensemble plus vaste qui ne fut jamais construit par manque de fonds ; elle-même ne fut terminée qu'en 1924 et inaugurée le 4 décembre de cette même année par le vice-roi Rufus Isaacs, le comte de Reading. Les dernières troupes britanniques à quitter l'Inde passèrent sous la porte le 28 février 1948.
- Hanging Gardens, également connue sous le nom de jardins de Ferozeshah Mehta : jardins en terrasse perchés au-dessus de la colline de Malabar en vis-à-vis du parc de Kamala Nehru.
- Le parc national de Sanjay Gandhi : situé à Borivili, une banlieue de Mumbai, ce parc national accueille panthères, chital ou cerf Axis d'Inde (Axis axis axis), sangliers sauvages, etc. Plusieurs espèces de papillons et environ deux cents espèces d'oiseaux sont aussi observées dans ce parc national. Le parc protège aussi en son sein les grottes de Kanheri, un ensemble remarquable de sites troglodytiques bouddhistes, élaboré du Ier siècle av. J.-C. au Xe siècle de notre ère.

### Éducation
L'université de Mumbai a été fondée en 1857.

### Médias
Mumbai abrite de très nombreux journaux en langue marathi (Maharashtra Times, Navakaal, Lokmat, Loksatta, Mumbai Chaufer, Saamana and Sakaal) et en anglais (notamment The Times of India, Daily News and Analysis). Le Bombay Samachar est le plus vieux journal d'Asie : il est publié en gujarati depuis 1922.
La ville est également le siège de nombreuses chaînes de télévision.

## Sport
Le stade Wankhede (en) est l'un des principaux stades de cricket d'Inde, et accueille généralement les matchs de l'équipe nationale.

## Environnement
La montée du niveau de la mer menace les trois quarts de l’agglomération d’ici à 2050.
Pour faire face à l'accroissement démographique, la ville tente de repousser ses contraintes géographiques, quitte à sacrifier ses mangroves, ses forêts et ses plages. La forêt d’Aarey, qui s'étend sur plus de 1 000 hectares au sein même de Bombay, est ainsi menacée. Le déversement des eaux usées dans les cours d’eau et dans la mer (environ 70 % des milliards de litres d’eaux usées produits chaque jour dans les centres urbains ne sont pas traités), a fait chuter la quantité de poissons.